# Saint-Jean-du-Gard
Pour les articles homonymes, voir Saint-Jean.
Saint-Jean-du-Gard est une commune française du département du Gard, en région Occitanie.
La commune possède un patrimoine naturel remarquable : deux sites Natura 2000  et cinq zones naturelles d'intérêt écologique, faunistique et floristique.
Elle est considérée comme la « Perle des Cévennes, ». Ses habitants sont appelés les Saint-Jeannais.

## Géographie

### Localisation
Saint-Jean-du-Gard est une commune des Cévennes méridionnales  située dans le nord-ouest du département du Gard, non loin d'Alès et de Nîmes. Elle est limitrophe de la Lozère.
Elle fait partie du parc national des Cévennes.
La commune est le bourg centre de l'unité urbaine et du bassin de vie de Saint-Jean-du-Gard, et se trouve dans la zone d'emploi d'Alès  - Le Vigan.

### Communes limitrophes
Les communes limitrophes sont Mialet, Peyrolles-en-Cévennes, Sainte-Croix-de-Caderle, Moissac-Vallée-Française, Saint-Étienne-Vallée-Française et Thoiras-Corbès.
| Moissac-Vallée-Française (Lozère) | Saint-Étienne-Vallée-Française (Lozère) |         |
| Peyrolles                         | Saint-Jean-du-Gard                      | Mialet  |
| Soudorgues (par un quadripoint)   | Sainte-Croix-de-Caderle                 | Thoiras |

### Géologie et relief
La superficie de la commune est de 41,64 km2 ; son altitude varie de 164  à   813 mètres.
Saint-Jean-du-Gard est situé au pied de la corniche des Cévennes.
Située au croisement de la Vallée Borgne et de la Vallée française, la commune a une superficie de 4 164 hectares. La population peut largement dépasser les 10 000 habitants l'été.

### Hydrographie

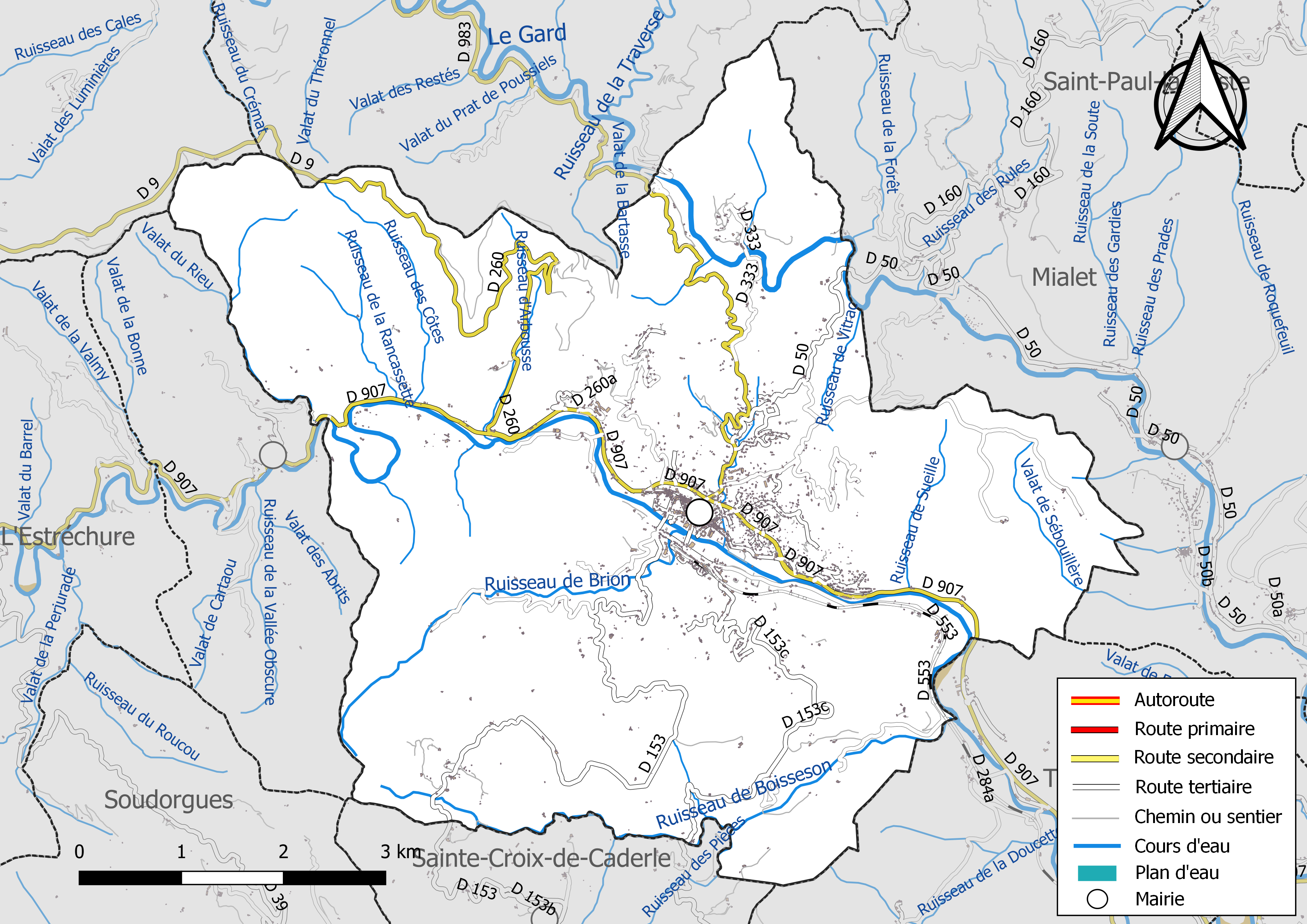
Carte hydrographique et des infrastructures de transport de la commune.

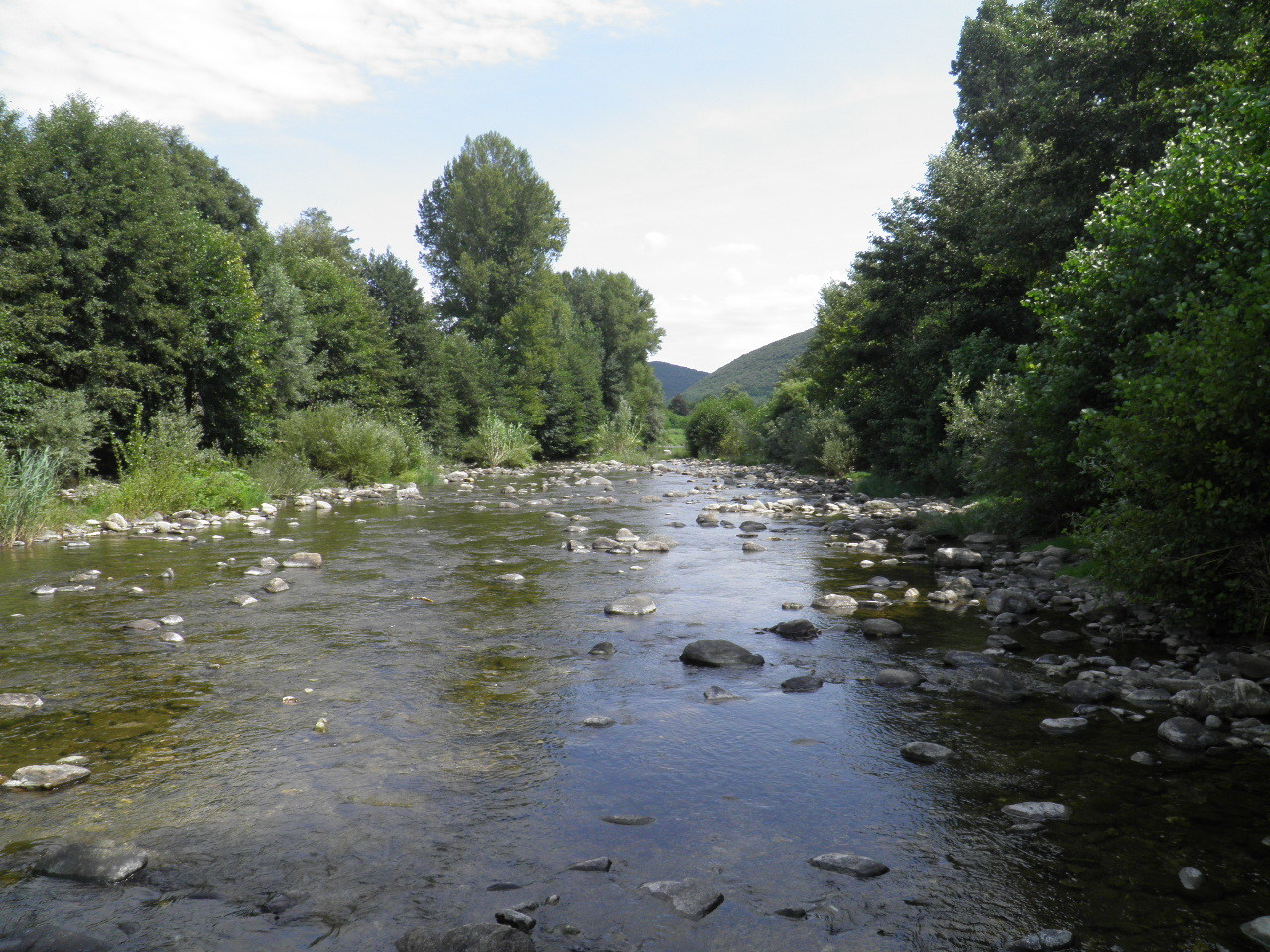
Le Gardon.

La commune est drainée par le Gard, le Gardon de Saint-Jean, le ruisseau de Boisseson, le ruisseau de Brion et par divers autres petits cours d'eau

### Climat
Pour des articles plus généraux, voir Climat de l'Occitanie et Climat du Gard.
En 2010, le climat de la commune est de type climat méditerranéen franc, selon une étude s'appuyant sur une série de données couvrant la période 1971-2000. En 2020, Météo-France publie une typologie des climats de la France métropolitaine dans laquelle la commune est dans une zone de transition entre le climat de montagne et le climat méditerranéen et est dans la région climatique Provence, Languedoc-Roussillon, caractérisée par une pluviométrie faible en été, un très bon ensoleillement (2 600 h/an), un été chaud (21,5 °C), un air très sec en été, sec en toutes saisons, des vents forts (fréquence de 40 à 50 % de vents > 5 m/s) et peu de brouillards.
Pour la période 1971-2000, la température annuelle moyenne est de 13,5 °C, avec une amplitude thermique annuelle de 17 °C. Le cumul annuel moyen de précipitations est de 1 288 mm, avec 7,8 jours de précipitations en janvier et 3,8 jours en juillet. Pour la période 1991-2020, la température moyenne annuelle observée sur la station météorologique installée sur la commune est de 13,8 °C et le cumul annuel moyen de précipitations est de 1 437,7 mm,. Pour l'avenir, les paramètres climatiques de la commune estimés pour 2050 selon différents scénarios d'émission de gaz à effet de serre sont consultables sur un site dédié publié par Météo-France en novembre 2022.
| Mois                                  | jan.           | fév.           | mars           | avril         | mai           | juin          | jui.          | août           | sep.          | oct.          | nov.          | déc.           | année      |
| ------------------------------------- | -------------- | -------------- | -------------- | ------------- | ------------- | ------------- | ------------- | -------------- | ------------- | ------------- | ------------- | -------------- | ---------- |
| Température minimale moyenne (°C)     | 1,1            | 0,9            | 3,5            | 6,2           | 9,7           | 13,1          | 15,4          | 15             | 11,6          | 8,9           | 4,6           | 1,7            | 7,6        |
| Température moyenne (°C)              | 5,8            | 6,6            | 9,9            | 12,5          | 16,3          | 20,4          | 23,1          | 22,8           | 18,4          | 14,3          | 9,4           | 6,3            | 13,8       |
| Température maximale moyenne (°C)     | 10,6           | 12,3           | 16,2           | 18,9          | 23            | 27,6          | 30,7          | 30,5           | 25,3          | 19,6          | 14,3          | 10,9           | 20         |
| Record de froid (°C) date du record   | −10 04.01.1993 | −12,4 12.02.12 | −11,1 02.03.05 | −3,6 08.04.21 | 0 15.05.1995  | 4,9 03.06.06  | 7 07.07.1993  | 6,5 30.08.1998 | 3,8 21.09.17  | −3,1 25.10.03 | −8,4 18.11.07 | −11,5 15.12.01 | −12,4 2012 |
| Record de chaleur (°C) date du record | 22,9 28.01.08  | 24,3 22.02.19  | 27,5 09.03.00  | 31,4 08.04.11 | 35,4 30.05.01 | 43,4 28.06.19 | 39,4 15.07.22 | 42,5 23.08.23  | 37,6 03.09.06 | 32,5 11.10.11 | 23,9 04.11.10 | 22 11.12.1994  | 43,4 2019  |
| Précipitations (mm)                   | 117,9          | 79,4           | 97,4           | 118,4         | 113,3         | 60,1          | 47,6          | 64             | 173,3         | 211,9         | 213,7         | 140,7          | 1 437,7    |

### Milieux naturels et biodiversité

#### Espaces protégés
La protection réglementaire est le mode d’intervention le plus fort pour préserver des espaces naturels remarquables et leur biodiversité associée,.
Dans ce cadre, la commune fait partie de l'aire d'adhésion du Parc national des Cévennes. Ce  parc national, créé en 1967, est un territoire de moyenne montagne formé de cinq entités géographiques : le massif de l'Aigoual, le causse Méjean avec les gorges du Tarn et de la Jonte, le mont Lozère, les vallées cévenoles ainsi que le piémont cévenol.
La commune fait partie de la zone de transition des Cévennes, un territoire d'une superficie de 116 032 ha reconnu réserve de biosphère par l'UNESCO en 1985 pour la mosaïque de milieux naturels qui la composent et qui abritent une biodiversité exceptionnelle, avec 2 400 espèces animales, 2 300 espèces de plantes à fleurs et de fougères, auxquelles s’ajoutent d’innombrables mousses, lichens, champignons,.

#### Réseau Natura 2000

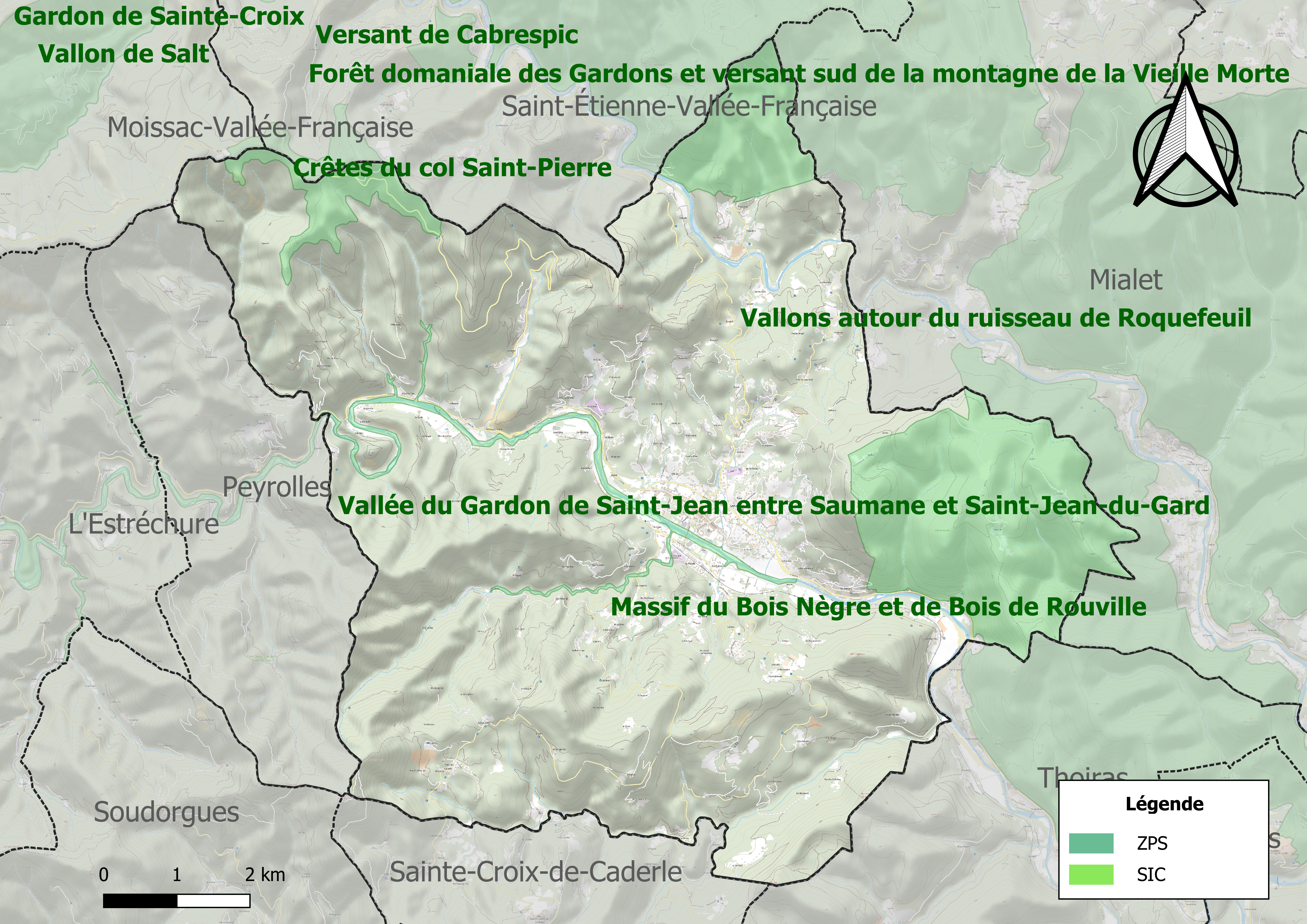
Sites Natura 2000 sur le territoire communal.

Le réseau Natura 2000 est un réseau écologique européen de sites naturels d'intérêt écologique élaboré à partir des directives habitats et oiseaux, constitué de zones spéciales de conservation (ZSC) et de zones de protection spéciale (ZPS).
Deux sites Natura 2000 ont été définis sur la commune au titre de la directive habitats :
- la « vallée du Gardon de Mialet », d'une superficie de 23 371 ha, abritant des populations de poissons d'intérêt communautaire, notamment le Barbeau méridional (Barbus meridionalis), mais aussi le Castor et l'Écrevisse à pattes blanches[17] ;
- la « vallée du Gardon de Saint-Jean », d'une superficie de 19 020 ha, présentant une variété d’habitats naturels d’intérêt communautaire remarquables (22 génériques dont cinq prioritaires)[18].

#### Zones naturelles d'intérêt écologique, faunistique et floristique
L’inventaire des zones naturelles d'intérêt écologique, faunistique et floristique (ZNIEFF) a pour objectif de réaliser une couverture des zones les plus intéressantes sur le plan écologique, essentiellement dans la perspective d’améliorer la connaissance du patrimoine naturel national et de fournir aux différents décideurs un outil d’aide à la prise en compte de l’environnement dans l’aménagement du territoire.
Quatre ZNIEFF de type 1 sont recensées sur la commune :
- les « crêtes du col Saint-Pierre » (107 ha), couvrant 3 communes dont 1 dans le Gard et 2 dans la Lozère[20] ;
- la « forêt domaniale des Gardons et versant sud de la montagne de la Vieille Morte » (3 041 ha), couvrant 5 communes dont 3 dans le Gard et 2 dans la Lozère[21] ;
- le « massif du Bois Nègre et de Bois de Rouville » (1 252 ha), couvrant 4 communes du département[22] ;
- la « vallée du Gardon de Saint-Jean entre Saumane et Saint-Jean-du-Gard » (172 ha), couvrant 5 communes du département[23] ;

et une ZNIEFF de type 2, : 
les « Hautes vallées des Gardons » (73 898 ha), couvrant 48 communes dont 27 dans le Gard et 21 dans la Lozère.

Carte des ZNIEFF de type 1 et 2 à Saint-Jean-du-Gard.
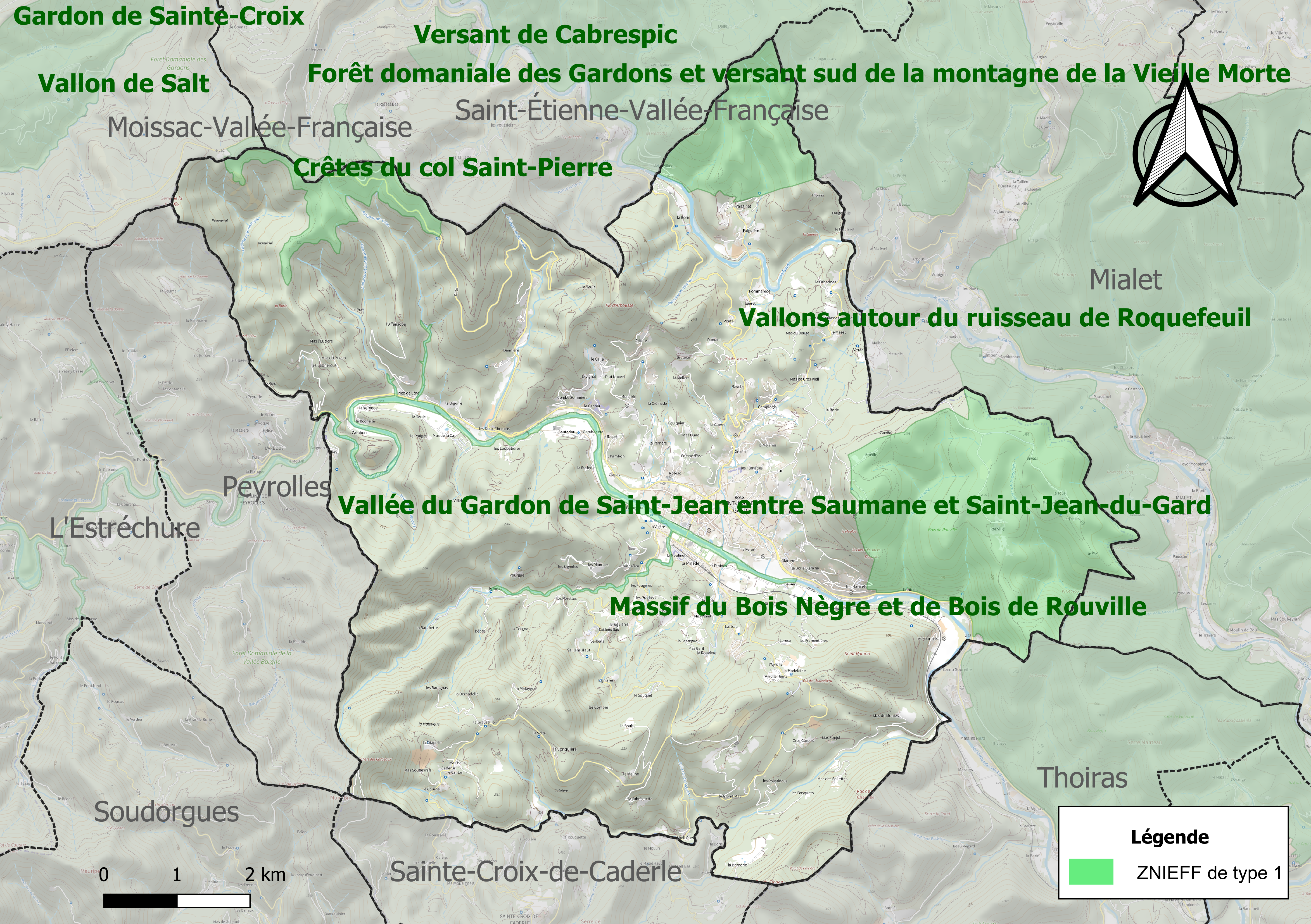
Carte des ZNIEFF de type 1 sur la commune.
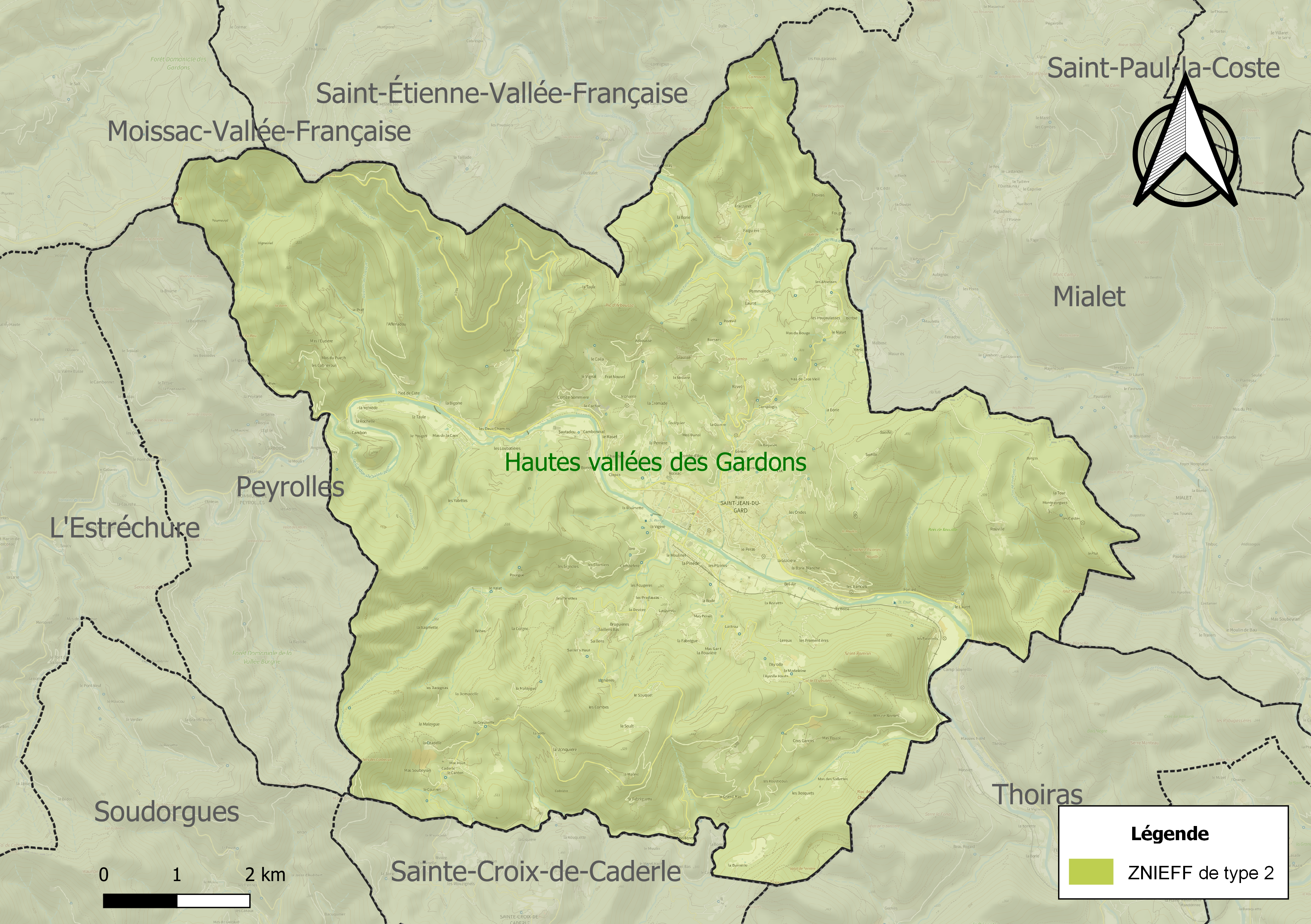
Carte de la ZNIEFF de type 2 sur la commune.

## Urbanisme

### Typologie
Au 1er janvier 2024, Saint-Jean-du-Gard est catégorisée bourg rural, selon la nouvelle grille communale de densité à sept niveaux définie par l'Insee en 2022.
Elle appartient à l'unité urbaine de Saint-Jean-du-Gard, une unité urbaine monocommunale constituant une ville isolée,. La commune est en outre hors attraction des villes,.

### Occupation des sols

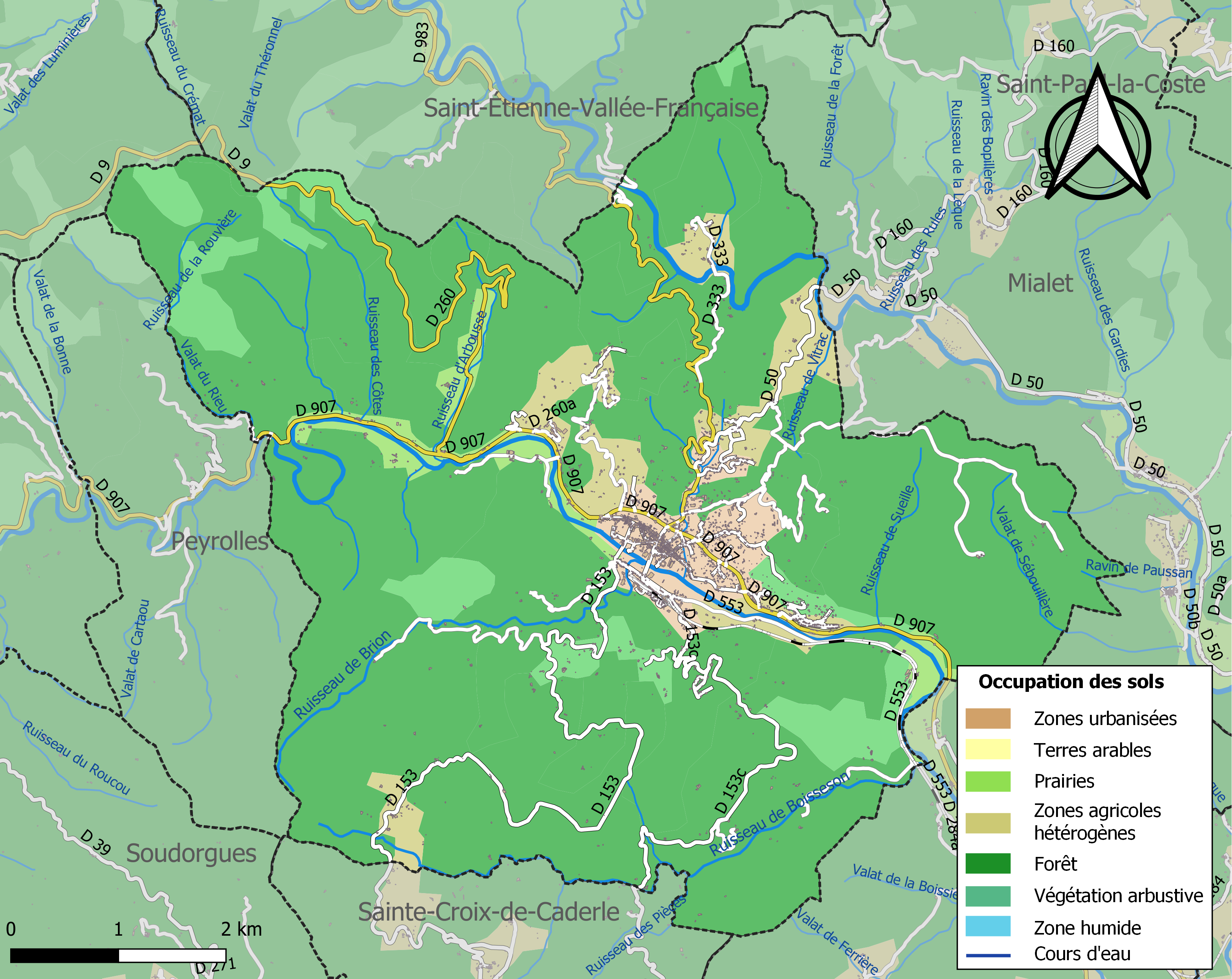
Carte des infrastructures et de l'occupation des sols de la commune en 2018 (CLC).

L'occupation des sols de la commune, telle qu'elle ressort de la base de données européenne d’occupation biophysique des sols Corine Land Cover (CLC), est marquée par l'importance des forêts et milieux semi-naturels (87,2 % en 2018), en diminution par rapport à 1990 (89,4 %). La répartition détaillée en 2018 est la suivante : 
forêts (80,4 %), milieux à végétation arbustive et/ou herbacée (6,8 %), zones agricoles hétérogènes (5,9 %), zones urbanisées (3,9 %), prairies (3 %). L'évolution de l’occupation des sols de la commune et de ses infrastructures peut être observée sur les différentes représentations cartographiques du territoire : la carte de Cassini (XVIIIe siècle), la carte d'état-major (1820-1866) et les cartes ou photos aériennes de l'IGN pour la période actuelle (1950 à aujourd'hui).

### Lieux-dits, hameaux et écarts
- les Fournels
- Falguières

### Habitat et logement
En 2020, le nombre total de logements dans la commune était de 1 849, alors qu'il était de 1 887 en 2015 et de 1 714 en 2010.
Parmi ces logements, 63,8 % étaient des résidences principales, 17,1 % des résidences secondaires et 19,1 % des logements vacants. Ces logements étaient pour 59 % d'entre eux des maisons individuelles et pour 39,4 % des appartements.
Le tableau ci-dessous présente la typologie des logements à Saint-Jean-du-Gard en 2020 en comparaison avec celle du Gard et de la France entière. Une caractéristique marquante du parc de logements est ainsi une proportion de résidences secondaires et logements occasionnels (17,1 %) supérieure à celle du département (13 %) et à celle de la France entière (9,7 %).
| Typologie                                               | Saint-Jean-du-Gard | Gard | France entière |
| ------------------------------------------------------- | ------------------ | ---- | -------------- |
| Résidences principales (en %)                           | 63,8               | 78,4 | 82,1           |
| Résidences secondaires et logements occasionnels (en %) | 17,1               | 13   | 9,7            |
| Logements vacants (en %)                                | 19,1               | 8,6  | 8,2            |

### Voies de communication et transports

#### Routier
- Réseau de transport en commun NTECC (pour l'agglomération d'Alès, lignes 72 via Anduze et 81 via Mialet ainsi que plusieurs lignes scolaires vers le collège).
- Réseau de transport en commun liO (anciennement Edgard, Service public. Transport départemental vers Nîmes, Ligne 112 et vers St André de Valborgne, Ligne 109).

#### Ferroviaire

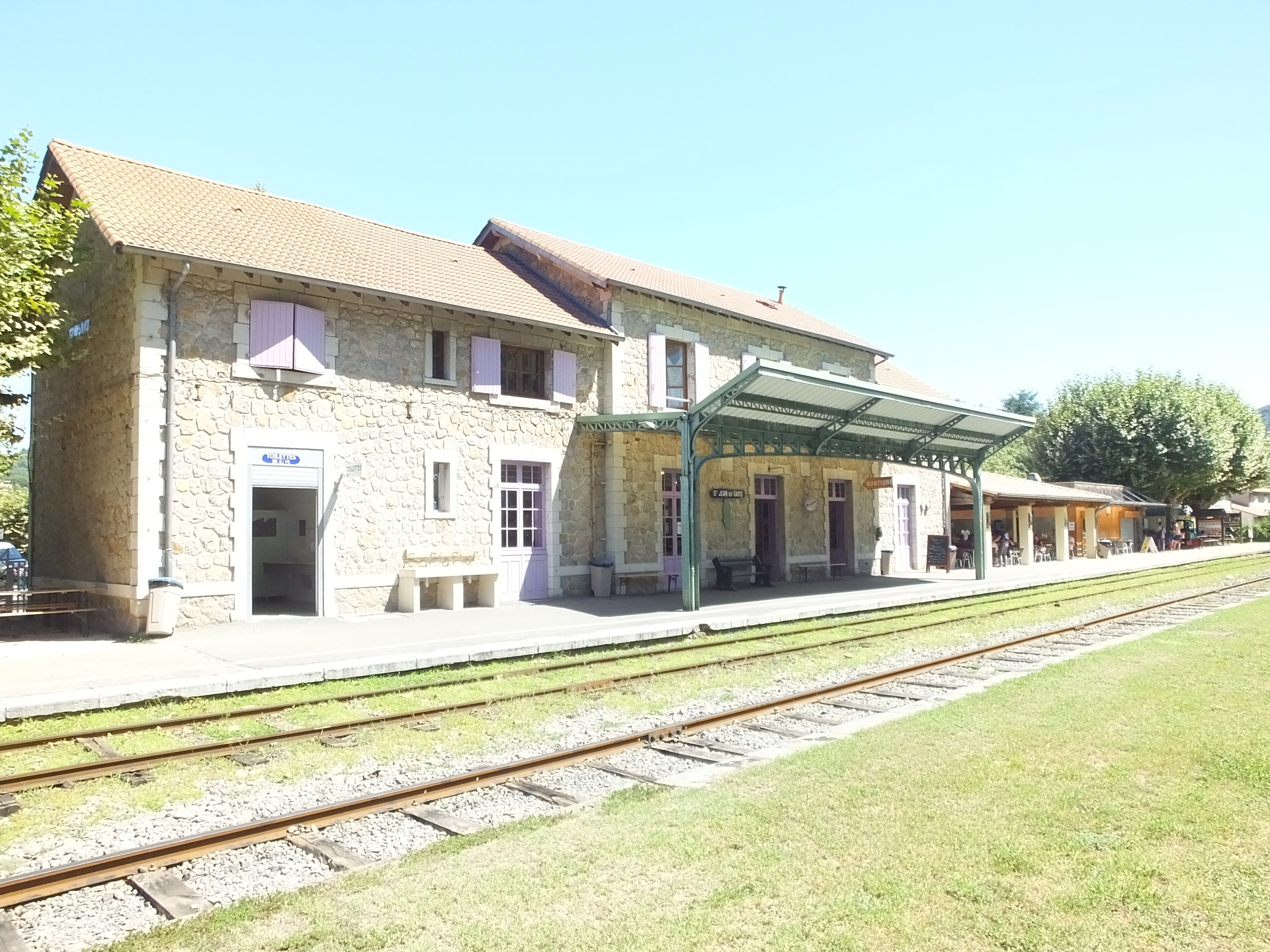
La gare du chemin de fer touristique.

Terminus du Train à vapeur des Cévennes qui amène des touristes d'Anduze.
Projet de restructuration de l'ancienne ligne SNCF fermée dans les années 1970, pour la remettre en circulation avec un TER. le projet entre dans le cadre du désenclavement économique local.

### Risques naturels et technologiques
Le territoire de la commune de Saint-Jean-du-Gard est vulnérable à différents aléas naturels : météorologiques (tempête, orage, neige, grand froid, canicule ou sécheresse), inondations, feux de forêts, mouvements de terrains et séisme (sismicité faible). Il est également exposé à un risque particulier : le risque de radon. Un site publié par le BRGM permet d'évaluer simplement et rapidement les risques d'un bien localisé soit par son adresse soit par le numéro de sa parcelle.

#### Risques naturels
La commune fait partie du territoire à risques importants d'inondation (TRI) d'Alès, regroupant 37 communes autour d'Alès, un des 31 TRI qui ont été arrêtés fin 2012 sur le bassin Rhône-Méditerranée, retenu au regard des risques de débordements de la Cèze et des Gardons. Parmi les dernières crues significatives qui ont touché le territoire figurent celles de 1958 et de septembre 2002. Des cartes des surfaces inondables ont été établies pour trois scénarios : fréquent (crue de temps de retour de 10 ans à 30 ans), moyen (temps de retour de 100 ans à 300 ans) et extrême (temps de retour de l'ordre de 1 000 ans, qui met en défaut tout système de protection),. La commune a été reconnue en état de catastrophe naturelle au titre des dommages causés par les inondations et coulées de boue survenues en 1982, 1995, 2002, 2008, 2014, 2015 et 2020,.

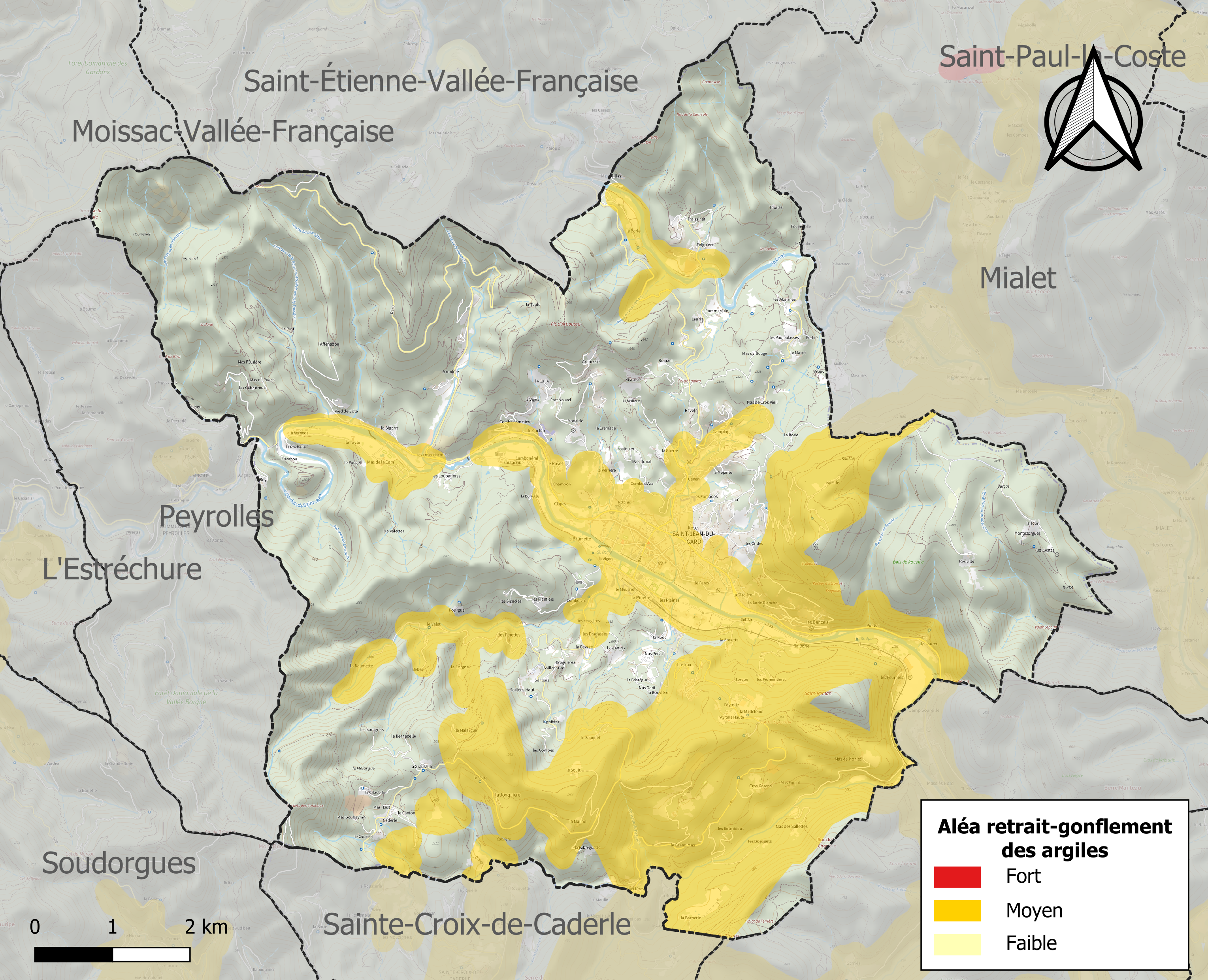
Carte des zones d'aléa retrait-gonflement des sols argileux de Saint-Jean-du-Gard.

La commune est vulnérable au risque de mouvements de terrains constitué principalement du retrait-gonflement des sols argileux. Cet aléa est susceptible d'engendrer des dommages importants aux bâtiments en cas d’alternance de périodes de sécheresse et de pluie. 34 % de la superficie communale est en aléa moyen ou fort (67,5 % au niveau départemental et 48,5 % au niveau national). Sur les 976 bâtiments dénombrés sur la commune en 2019, 702 sont en aléa moyen ou fort, soit 72 %, à comparer aux 90 % au niveau départemental et 54 % au niveau national. Une cartographie de l'exposition du territoire national au retrait gonflement des sols argileux est disponible sur le site du BRGM,.
Par ailleurs, afin de mieux appréhender le risque d’affaissement de terrain, l'inventaire national des cavités souterraines permet de localiser celles situées sur la commune.
Concernant les mouvements de terrains, la commune a été reconnue en état de catastrophe naturelle au titre des dommages causés par la sécheresse en 2017 et par des mouvements de terrain en 2015.

#### Risque particulier
Dans plusieurs parties du territoire national, le radon, accumulé dans certains logements ou autres locaux, peut constituer une source significative d’exposition de la population aux rayonnements ionisants. Certaines communes du département sont concernées par le risque radon à un niveau plus ou moins élevé. Selon la classification de 2018, la commune de Saint-Jean-du-Gard est classée en zone 3, à savoir zone à potentiel radon significatif.

## Toponymie
La première mention de Saint-Jean-du-Gard est inscrite dans une bulle papale (San Johannis de Gardonnenca cum villa) au début du XIIe siècle.
Au cours de la Révolution française, la commune porte provisoirement le nom de Brion-du-Gard.

## Histoire

### Préhistoire
Des traces du néolithique ont été trouvées à Saint-Jean-du-Gard, comme en témoignent de nombreux dolmens et autres grottes.

### Moyen Âge
L'histoire de la localité commence au XIIe siècle avec la création d'un monastère par les Bénédictins de Saint-Gilles.

### Temps modernes
Une grande partie de la population se convertit au protestantisme vers 1560. La ville est saccagée par les troupes royales en 1560, et les protestants détruisent en représailles l'église catholique, dont il ne subsiste que la Tour de l'Horloge. Le temple protestant est lui détruit après la révocation de l'édit de Nantes dès 1685, et ses pierres sont remployées pour édifier l'église actuelle,. Saint-Jean-du-Gard devient alors un haut lieu de résistance des Camisards  - ce qui en fait la première révolution civile de l'histoire[réf. nécessaire].
Le roi fait élever dès 1703 des fortifications de plus de cinq mètres de hauteur pour empêcher les camisards de communiquer avec la population. On peut voir, aujourd'hui encore, l'ancien tronçon dans la rue des Paillons qui était bordée d'une fortification sur la place Rabaut-Saint-Étienne, face à la rue de Combe d'Ase. Trois grandes portes d'entrée étaient alors érigées ; des vestiges de l'une de ces portes sont encore visibles sur la façade du château de Saint-Jean-du-Gard. Cette résistance dura pratiquement 3 ans, opposant 5 000 camisards à 35 000 dragons de l'armée royale.

### Époque contemporaine
La ville connut une grande période de prospérité à partir du XIXe siècle jusqu'au milieu du XXe siècle grâce à l'élevage du ver à soie et la culture du mûrier dont les feuilles permettent de nourrir ce dernier. Au plus fort de cette période la ville ne comptait pas moins de 21 filatures, dont la plus connue reste la filature Maison Rouge. La Maison Rouge ferma en 1965, une cessation d'activité coïncidant avec la fin de cette période de prospérité pour la commune.
Le pasteur Génies souhaite dès 1804 la reconstruction d'un temple, mais le projet évolue lentement. Le 21 septembre 1821, Pierre Arnavielle, maître maçon d'Alès est adjudicataire des travaux et le terrain est acheté par la communauté le 1er mars 1822. La dédicace du nouveau temple a lieu le dimanche 29 avril 1827.
En 1909 est mise en service par la Compagnie des chemins de fer de Paris à Lyon et à la Méditerranée la gare terminus  de Saint-Jean-du-Gard de la ligne de Lézan à Saint-Jean-du-Gard, facilitant les déplacements des personnes et le transport des marchandises, jusqu'à sa fermeture au service voyageurs en juin 1940 et au fret en 1971,.
À la fin des années 1960, la « vallée des Camisards » où coule le Gardon de Mialet a failli être submergée au lieu-dit  La Borie, 3 km en amont de la ville par le « projet de barrage de Saint-Jean-du-Gard » (aménagement écrêteur de crue, d'une hauteur prévue de 60 m, proposé dans le cadre du Plan de défense contre les inondations du Languedoc établi par le service des ponts et chaussées du Gard). Ce projet a été abandonné à la suite d'une forte mobilisation de la population qui y était opposée (mobilisation étudiée par Françoise Clavairolle (2008) qui a dans ce cas repéré quatre types d'argumentaires : écologiques (modifications des températures et taux d'oxygène de l’eau, fragmentation écologique mettant en péril les migrations et les habitats des poissons, menaces pour une biodiversité en partie rare et fragile (castor commun, héron cendré, orchidées et cyclamens), socio-économiques, techniques et symboliques)
La ville de Saint-Jean-du-Gard vit maintenant en grande partie du tourisme. Un train à vapeur parcourt notamment la ligne d' Anduze à Saint-Jean-du-Gard, avec un arrêt à la Bambouseraie, train qui attire chaque année près de 150 000 voyageurs.

## Politique et administration

### Rattachements administratifs et électoraux

#### Rattachements administratifs
La commune se trouve dans l'arrondissement d'Alès du département du Gard.
Elle était depuis 1793 le chef-lieu du canton de Saint-Jean-du-Gard. Dans le cadre du redécoupage cantonal de 2014 en France, cette circonscription administrative territoriale a disparu, et le canton n'est plus qu'une circonscription électorale.

#### Rattachements électoraux
Pour les élections départementales, la commune fait partie depuis 2014 du canton de La Grand-Combe
Pour l'élection des députés, elle fait partie de la cinquième circonscription du Gard.

### Intercommunalité
Saint-Jean-du-Gard était membre depuis 2002 de la communauté d'agglomération du Grand Alès, un établissement public de coopération intercommunale (EPCI) à fiscalité propre créé en 1993 sous le statut de communauté de communes et transformé en communauté d'agglomération en 200, et auquel la commune avait transféré un certain nombre de ses compétences, dans les conditions déterminées par le code général des collectivités territoriales.
Dans le cadre des dispositions de la loi de réforme des collectivités territoriales du 16 décembre 2010, qui a prévu le renforcement et la simplification des intercommunalités et la constitution de structures intercommunales de grande taille, cette intercommunalité a fusionné avec ses voisines pour former, le 1er janvier 2017, Alès Agglomération, une communauté d'agglomération dont est désormais membre la commune.

### Liste des maires
| Période       | Période                    | Identité                                  | Étiquette    | Qualité |
| ------------- | -------------------------- | ----------------------------------------- | ------------ | --- |
| février 1790  | novembre 1791              | Jacques Josué Cardonnet                   |              | Exécuté |
| novembre 1791 | décembre 1792              | M. Boudon Lasalle (fils)                  |              | Juge Mort en fonction |
| décembre 1792 | novembre 1793              | Jean Louis Berthezene                     |              | Marchand tanneur Destitué & exécuté |
| novembre 1793 | mars 1794                  | Jacques Teissier (ainé)                   |              | Propriétaire foncier |
| mars 1794     | novembre 1794              | Antoine Lariviere                         |              | |
| mai 1795      | décembre 1795              | M. Dumas (fils)                           |              | |
| 1800          | 1803                       | Jean François Molines                     |              | Négociant |
| 1803          | 1807                       | M. Gervais Rouvgille (ainé)               |              | Avocat |
| 1807          | 1815                       | Henry Boudon (fils)                       |              | |
| 1815          | 1818                       | Jean Marc Antoine de Clerguemort          |              | |
| 1818          | 1826                       | Louis Dupuy Montbrun d'Aubignac           |              | |
| 1826          | 1830                       | Jean François de Beranger Caladon         |              | |
| 1830          | 1835                       | Henri Boudon                              |              | |
| 1835          | 1836                       | Jules Bordarier                           |              | |
| 1836          | 1848                       | Louis Isaac Soubeiran                     |              | |
| 1848          | 1849                       | Antoine François Cavalier                 |              | |
| 1849          | 1850                       | Jean François de Beranger Caladon         |              | |
| 1850          | 1851                       | Antoine François Cavalier                 |              | |
| juin 1851     | décembre 1851              | Augustin Rossel                           |              | |
| 1852          | 1856                       | Jean Henry Léon Molines                   |              | |
| 1856          | 1861                       | Charles Hippolyte Carriere                |              | Docteur en médecine |
| 1861          | 1870                       | Guillaume de Girard de Mielet Van Coehorn |              | Oofficier d' infanterie |
| 1871          | 1881                       | Albin Pierre Pellet                       |              | Filateur |
| 1881          | 1883                       | François Lafont                           |              | |
| 1884          | 1919                       | René Boudon                               |              | Industriel |
| 1919          | 1921                       | Louis Bentkowski                          |              | Docteur en médecine |
| 1921          | 1929                       | Louis Soulier                             |              | Comptable |
| 1929          | 1935                       | Jean Greffeuille                          |              | Négociant |
| 1935          | 1945                       | Henri Bentkowski                          |              | Docteur en médecine |
| 1945          | 1959                       | Marceau Lapierre,                         | SFIO         | Instituteur ; militant syndicaliste, résistant Conseiller général de Saint-Jean-du-Gard (1949 → 1967) Vice président du conseil général du Gard en 1961 |
| 1959          | 1971                       | Robert Lavesque                           | SFIO puis PS | Enseignant Conseiller général de Saint-Jean-du-Gard (1967 → 1971)                                                                                       |
| 1971          | 1989                       | Robert Ruas                               | UDF          | Entrepreneur de travaux publics Conseiller régional de Languedoc-Roussillon (2001 → 2004) Conseiller général de Saint-Jean-du-Gard (1971 → 1992)        |
| 1989          | 2005                       | Lucien Affortit,                          | PS           | Notaire Conseiller général de Saint-Jean-du-Gard (1992 → 2015) Vice-président du conseil général du Gard Officier de la Légion d'honneur Démissionnaire |
| 2006          | 2014                       | Michel Anthérieu                          | PS           | Pharmacien |
| mars 2014     | avril 2023                 | Michel Ruas                               | SE           | Retraité Vice-président d'Alès Agglomération (2020 → ) Démissionnaire                                                                                   |
| juin 2023     | En cours (au 17 mars 2025) | Pierre Aiguillon                          |              | Ingénieur ou cadre technique d'entreprise |

### Jumelages
- Chaumont-Gistoux (Belgique)

## Équipements et services publics

### Enseignement
- une crèche halte-garderie (inaugurée en 2012)
- une école maternelle
- une école primaire construite en 2007 aux normes environnementales
- le collège Marceau-Lapierre
- le Lycée professionnel d'hôtellerie Marie-Curie (restructuré et agrandi en 2012)

### Social
- La Résidence Soubeiran : Établissement d'Hébergement pour Personnes Âgées Dépendantes (EHPAD), en face de la gare.
- L'Oustal : un centre social et socioculturel associatif proposant des activités pour les enfants, les adolescents et les adultes.
- Maison de Santé (inaugurée en 2016[53]).
- Centre Médico-Social dans le centre-ville.
- L'association « Le Merlet » : créée en 1981, simple club de canoë-kayak devenu une structure accueillant plus de 600 enfants et proposant des séjours originaux sur des thèmes faisant le lien entre les activités de pleine nature et le milieu naturel, humain. Depuis 2000, l'association propose des formations professionnelles dans les métiers de l'animation nature (accompagnateur en montagne, moniteur de canoë-kayak, de nage, de randonnée aquatique)[54].
- L'association « À vous de jouer » : ludothèque.
- Un jardin collectif.

### Équipements sportifs
- 2 stades de foot
- 2 gymnases
- 3 courts de tennis
- 1 stade athlétisme
- 1 salle de danse
- 1 salle de musculation
- 1 salle de karaté et d'aïkido
- 1 piscine municipale d'été (deux bassins et une pataugeoire)
- 1 skatepark

### Équipements culturels
- un cinéma
- une médiathèque

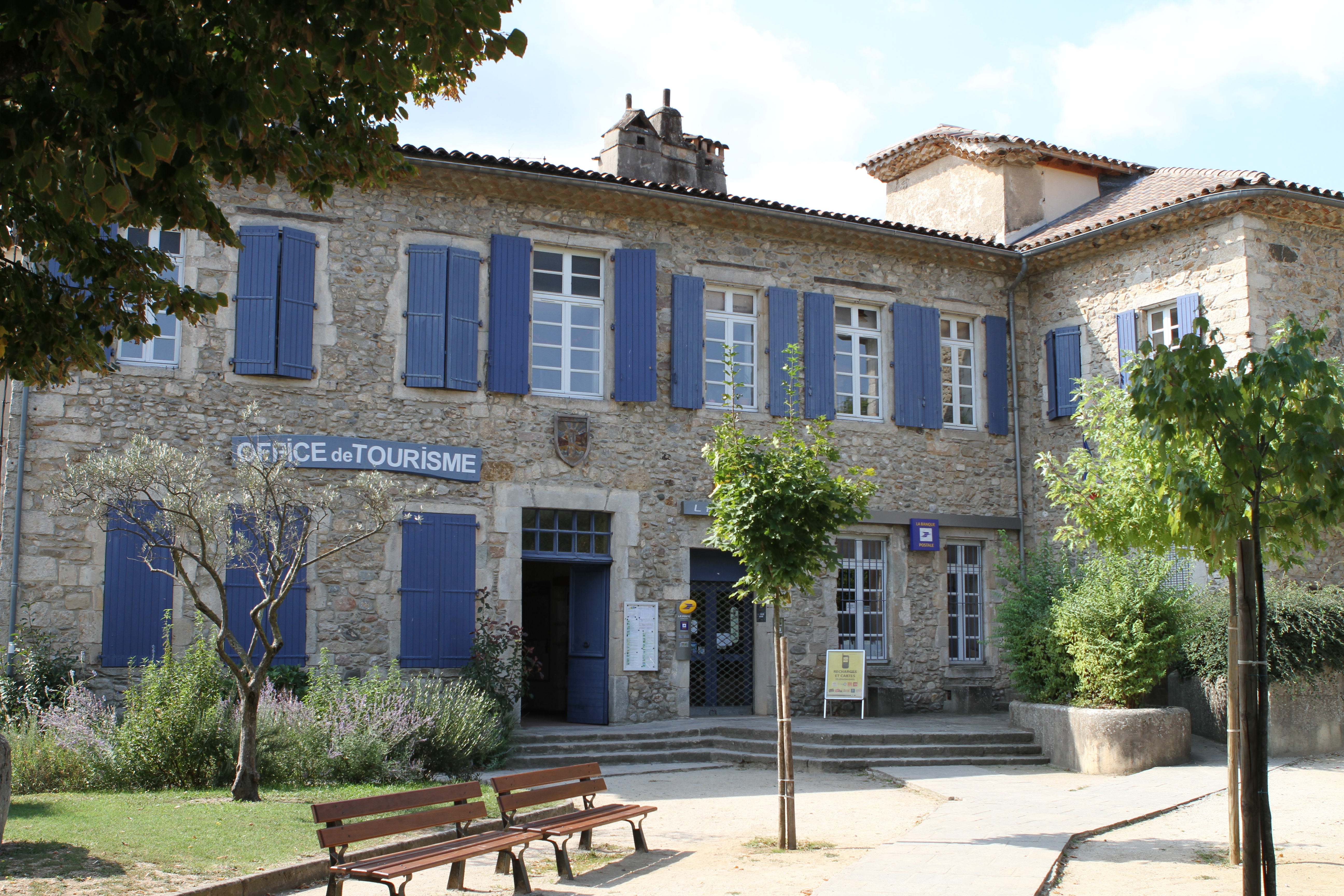
L'Office du tourisme.

- une grande salle polyvalente (Espace Paulhan, Capacité environ 1100 places + terrasse 350 m2)
- Deux salles polyvalentes d'une capacité de 60 places.

## Population et société
Les habitants sont appelés les Saint-Jeannais ou  Saint-Jeannaises.

### Démographie
L'évolution du nombre d'habitants est connue à travers les recensements de la population effectués dans la commune depuis 1793. Pour les communes de moins de 10 000 habitants, une enquête de recensement portant sur toute la population est réalisée tous les cinq ans, les populations de référence des années intermédiaires étant quant à elles estimées par interpolation ou extrapolation. Pour la commune, le premier recensement exhaustif entrant dans le cadre du nouveau dispositif a été réalisé en 2007.

En 2022, la commune comptait 2 533 habitants, en évolution de +0,48 % par rapport à 2016 (Gard : +2,97 %, France hors Mayotte : +2,11 %).
| 1793  | 1800  | 1806  | 1821  | 1831  | 1836  | 1841  | 1846  | 1851  |
| ----- | ----- | ----- | ----- | ----- | ----- | ----- | ----- | ----- |
| 4 134 | 3 105 | 3 755 | 3 862 | 4 128 | 4 296 | 4 192 | 4 193 | 4 487 |

| 1856  | 1861  | 1866  | 1872  | 1876  | 1881  | 1886  | 1891  | 1896  |
| ----- | ----- | ----- | ----- | ----- | ----- | ----- | ----- | ----- |
| 4 450 | 4 240 | 3 957 | 3 885 | 3 978 | 3 659 | 3 712 | 3 586 | 3 290 |

| 1901  | 1906  | 1911  | 1921  | 1926  | 1931  | 1936  | 1946  | 1954  |
| ----- | ----- | ----- | ----- | ----- | ----- | ----- | ----- | ----- |
| 3 228 | 3 582 | 3 308 | 2 804 | 2 757 | 2 577 | 2 445 | 2 437 | 2 442 |

| 1962  | 1968  | 1975  | 1982  | 1990  | 1999  | 2006  | 2007  | 2012  |
| ----- | ----- | ----- | ----- | ----- | ----- | ----- | ----- | ----- |
| 2 437 | 2 427 | 2 378 | 2 423 | 2 441 | 2 563 | 2 646 | 2 655 | 2 696 |

| 2017  | 2022  | - | - | - | - | - | - | - |
| ----- | ----- | - | - | - | - | - | - | - |
| 2 433 | 2 533 | - | - | - | - | - | - | - |

### Manifestations culturelles et festivités
- Festival ciném'ados : Festival proposant de nombreux films pendant 3 jours au cinéma en mars.
- Association Abraham Mazel : Journées-rencontres du film documentaire luttes et résistances « 1er week-end d'avril ».
- Boulegan à l'ostal : Festival de musiques traditionnelles et populaires, à Pâques[58].
- Festival de musiques Nomadidge : Festival de Didgeridoo, musiques australiennes, et des îles du pacifique (Concerts et Salon) premier week-end de Juillet.
- Association Abraham Mazel : Rencontres universitaires d'été « 1er week-end de juillet ».
- Festival de Théâtre : un festival proposant de nombreuses représentations dans le village ou sur scène. Il a lieu chaque année aux alentours du 1er août.
- Journées du patrimoine : le château, le musée sont gratuits, et la filature Maison rouge est ouverte à la visite gratuitement.
- Festibal : Festival proposant de nombreux bals pour le premier week-end des vacances de la Toussaint et aux vacances d'hiver.
- Saint Jean des Arts : Marché-Exposition d'Art Contemporain tous les jeudis de 16 h à minuit du 14 juillet au 15 août dans les ruelles du vieux Saint-Jean.

#### Salons / Foires
- Juillet : Fête du chien, Salon Animalier.
- Juillet : Salon des voitures anciennes et bourse de pièces détachées.
- Novembre : Les Journées de l'Arbre, de la Plante et du Fruit.
- Décembre : Marché de noël des artisans d'art (60 exposants sur 1000m²).

#### Événements sportifs
- Février : Course de côte régionale du Pont des Abarines.
- Avril : Course de côte internationale du col Saint-Pierre (Championnat d'Europe).
- Mai : FIRA de printemps, festival de la randonnée en Cévennes.
- Juillet : Grand Trail Stevenson ; 3 jours de course à pied sur le chemin de Stevenson.
- Septembre : Rallye régional des Camisards.
- Octobre : FIRA d'Automne, festival de la randonnée en Cévennes.
- Novembre : Cross de la saucisse, étape du challenge Pujazon.

#### Évènements divers
- Le 13 et 14 juillet : le 13 juillet, pique-nique paysan, retraite aux flambeaux et le soir bal ; le 14 juillet défilé de chars, grand concert gratuit et feu d'artifice.
- Premier week-end d'août : Fête votive, bal tous les soirs, défilé de chars, feux d'artifice et bien sûr manèges tout au long de la fête.

### Vie associative
Saint-Jean-du-Gard accueil près de 60[Quand ?] associations dont l'Ensemble vocal des Cévennes et l'ADMR.

### Cultes
- Temple protestant de Saint-Jean-du-Gard (Église protestante unie de France)[60].
- Église évangélique pentecôtiste Assemblée de Dieu[61]
- Église Évangélique Libre[62]
- Église catholique

## Économie

### Revenus
En 2018  (données Insee publiées en septembre 2021), la commune compte 1 213 ménages fiscaux, regroupant 2 388 personnes. La médiane du revenu disponible par unité de consommation est de 17 320 € (20 020 € dans le département). 32 % des ménages fiscaux sont imposés (43,9 % dans le département).

### Emploi
|                | 2008   | 2013   | 2018   |
| -------------- | ------ | ------ | ------ |
| Commune        | 9,8 %  | 13,1 % | 16,4 % |
| Département    | 10,6 % | 12 %   | 12 %   |
| France entière | 8,3 %  | 10 %   | 10 %   |

En 2018, la population âgée de 15 à 64 ans s'élève à 1 410 personnes, parmi lesquelles on compte 69,7 % d'actifs (53,3 % ayant un emploi et 16,4 % de chômeurs) et 30,3 % d'inactifs,. En  2018, le taux de chômage communal (au sens du recensement) des 15-64 ans est supérieur à celui de la France et du département, alors qu'il était inférieur à celui du département en 2008.
La commune est hors attraction des villes,. Elle compte 786 emplois en 2018, contre 972 en 2013 et 904 en 2008. Le nombre d'actifs ayant un emploi résidant dans la commune est de 766, soit un indicateur de concentration d'emploi de 102,6 % et un taux d'activité parmi les 15 ans ou plus de 46,8 %.
Sur ces 766 actifs de 15 ans ou plus ayant un emploi, 454 travaillent dans la commune, soit 59 % des habitants. Pour se rendre au travail, 74 % des habitants utilisent un véhicule personnel ou de fonction à quatre roues, 3,2 % les transports en commun, 14,6 % s'y rendent en deux-roues, à vélo ou à pied et 8,2 % n'ont pas besoin de transport (travail au domicile).

### Activités hors agriculture

#### Secteurs d'activités
270 établissements sont implantés  à Saint-Jean-du-Gard au 31 décembre 2019. Le tableau ci-dessous en détaille le nombre par secteur d'activité et compare les ratios avec ceux du département,.
| Secteur d'activité                                                                                        | Commune | Commune | Département |
| Secteur d'activité                                                                                        | Nombre  | %       | %           |
| --- | ------- | ------- | ----------- |
| Ensemble                                                                                                  | 270     | 100 %   | (100 %)     |
| Industrie manufacturière, industries extractives et autres                                                | 25      | 9,3 %   | (7,9 %)     |
| Construction                                                                                              | 32      | 11,9 %  | (15,5 %)    |
| Commerce de gros et de détail, transports, hébergement et restauration                                    | 97      | 35,9 %  | (30 %)      |
| Information et communication                                                                              | 4       | 1,5 %   | (2,2 %)     |
| Activités financières et d'assurance                                                                      | 6       | 2,2 %   | (3 %)       |
| Activités immobilières                                                                                    | 18      | 6,7 %   | (4,1 %)     |
| Activités spécialisées, scientifiques et techniques et activités de services administratifs et de soutien | 31      | 11,5 %  | (14,9 %)    |
| Administration publique, enseignement, santé humaine et action sociale                                    | 32      | 11,9 %  | (13,5 %)    |
| Autres activités de services                                                                              | 25      | 9,3 %   | (8,8 %)     |

Le secteur du commerce de gros et de détail, des transports, de l'hébergement et de la restauration est prépondérant sur la commune puisqu'il représente 35,9 % du nombre total d'établissements de la commune (97 sur les 270 entreprises implantées  à Saint-Jean-du-Gard), contre 30 % au niveau départemental.

#### Entreprises et commerces
Les cinq entreprises ayant leur siège social sur le territoire communal qui génèrent le plus de chiffre d'affaires en 2020 sont : 
- Manen, commerce de gros (commerce interentreprises) de bois et de matériaux de construction (7 401 k€)
- Saint Jean Distribution (U Express) grande distribution (5 400 k€)
- André Établissements, travaux d'installation d'équipements thermiques et de climatisation (711 k€)
- Volpelière Frères, commerce de détail de viandes et de produits à base de viande en magasin spécialisé (615 k€)
- Olivier Martel, travaux d'installation d'eau et de gaz en tous locaux (389 k€)
- Créatecno SARL, conception d'ensemble et assemblage sur site industriel d'équipements de contrôle des processus industriels (317 k€)

### Agriculture
La commune est dans les Cévennes, une petite région agricole occupant l'ouest du département du Gard. En 2020, l'orientation technico-économique de l'agriculture  sur la commune est la polyculture et/ou le polyélevage.
|               | 1988 | 2000 | 2010 | 2020 |
| ------------- | ---- | ---- | ---- | ---- |
| Exploitations | 50   | 30   | 28   | 25   |
| SAU (ha)      | 555  | 430  | 114  | 262  |

Le nombre d'exploitations agricoles en activité et ayant leur siège dans la commune est passé de 50 lors du recensement agricole de 1988  à 30 en 2000 puis à 28 en 2010 et enfin à 25 en 2020, soit une baisse de 50 % en 32 ans. Le même mouvement est observé à l'échelle du département qui a perdu pendant cette période 61 % de ses exploitations,. La surface agricole utilisée sur la commune a également diminué, passant de 555 ha en 1988 à 262 ha en 2020. Parallèlement la surface agricole utilisée moyenne par exploitation a baissé, passant de 11 à 10 ha.

### Marchés
- Mardi : Le grand marché traditionnel (toute l'année).
- Jeudi : Le marché artisanal nocturne 19 h - 23 h 30 (juillet et août).
- Vendredi : La brocante toute la journée devant la tour de l'horloge (mai à septembre).
- Samedi : Le marché paysan avec les produits locaux (de Pâques à la Toussaint).

## Culture locale et patrimoine

### Lieux et monuments
Le patrimoine architectural de la commune comprend cinq immeubles protégés au titre des monuments historiques : le pont sur le Gardon, inscrit en 1950, la Tour de l’Horloge, inscrite en 1963, le filature maison Rouge, inscrite en 2003, le monument aux morts, inscrit en 2018 et le Temple Protestant, inscrit en 2019.
- Le pont Vieux  Inscrit MH (1950) : 
Il s'agît d'un pont en pierre du XVIIIe siècle sur le Gardon. Sa partie centrale a été emportée par la célèbre crue de 1958 mais il a été restauré  dans le respect de son aspect originel. Effectivement avant 1958, ce pont avait subi quelques modifications.

Le Pont-Vieux
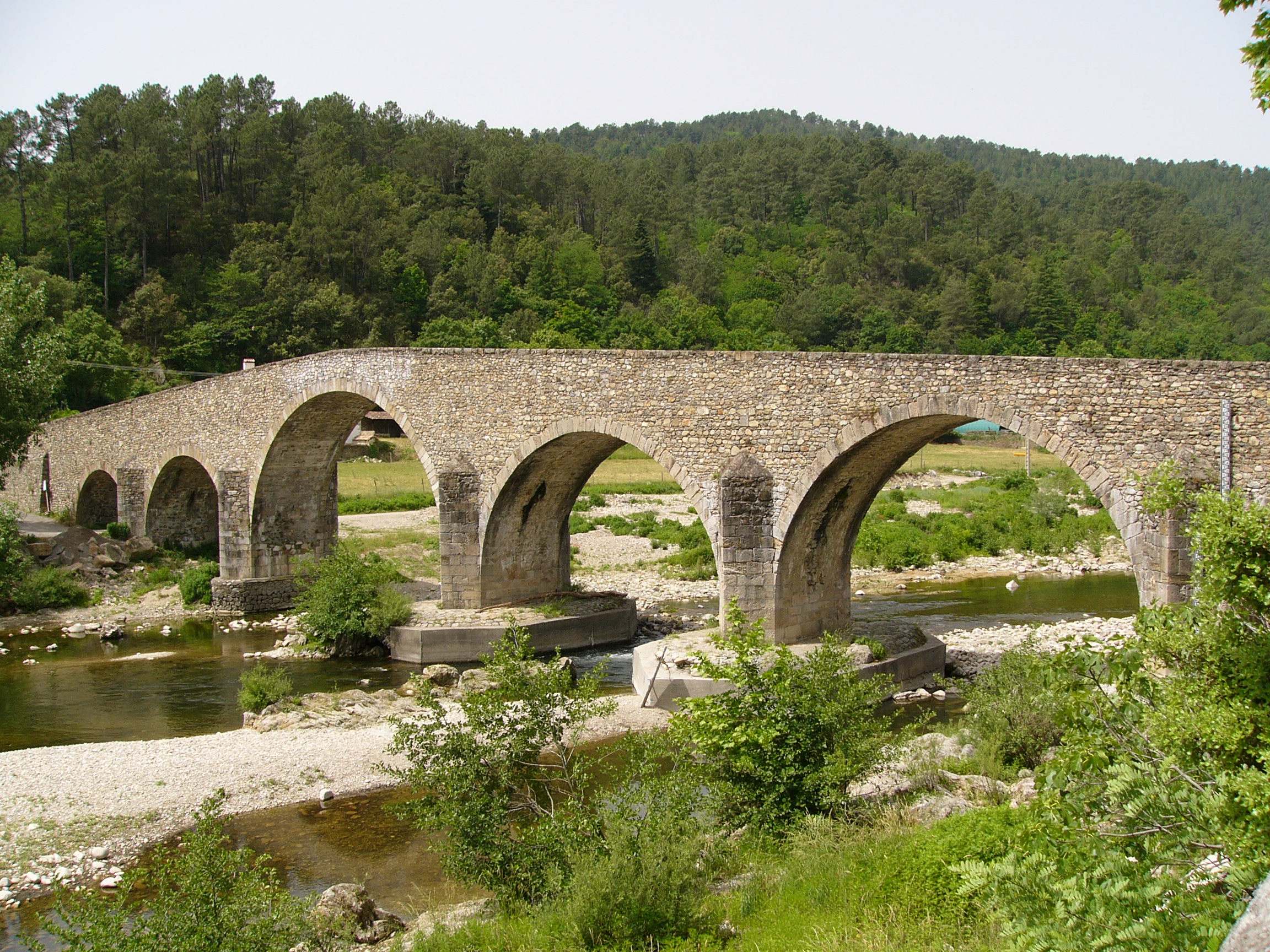
Le pont vieux vu de la place Carnot.
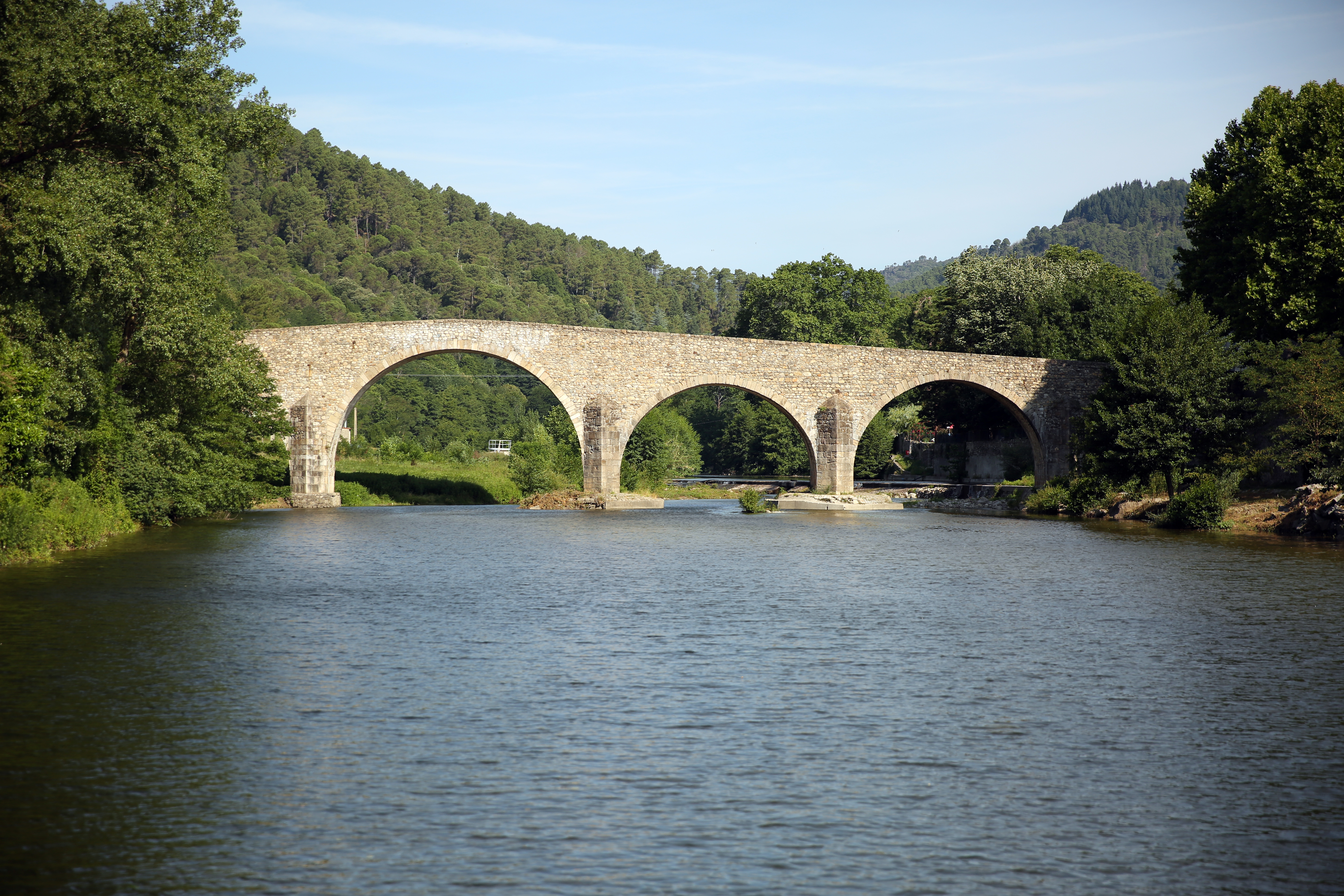

- La tour de l'Horloge  Inscrit MH (1963) : 
Cette tour du XIIe siècle située sur la place du marché est le dernier vestige de l'église romane construite par les bénédictins de Saint-Gilles au XIIe siècle et consacrée à saint Jean-Baptiste. 
Elle est détruite pendant les guerres de Religion, en représailles au sac de la ville commis par les troupes royales en 1560. Son campanile en fer forgé abrite une cloche datant de 1520[37].

La Tour de l'Horloge
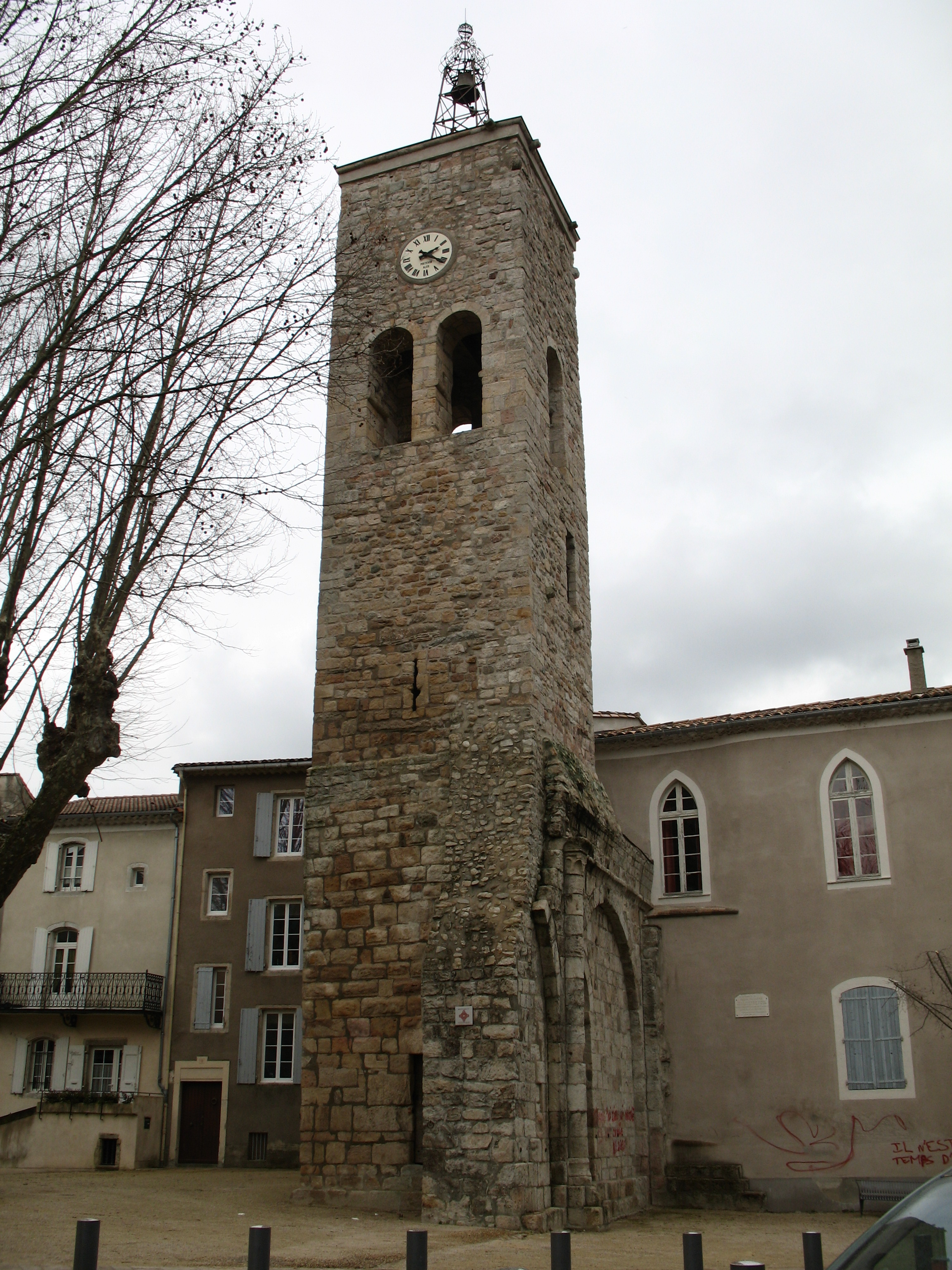
Façade ouest de la tour.
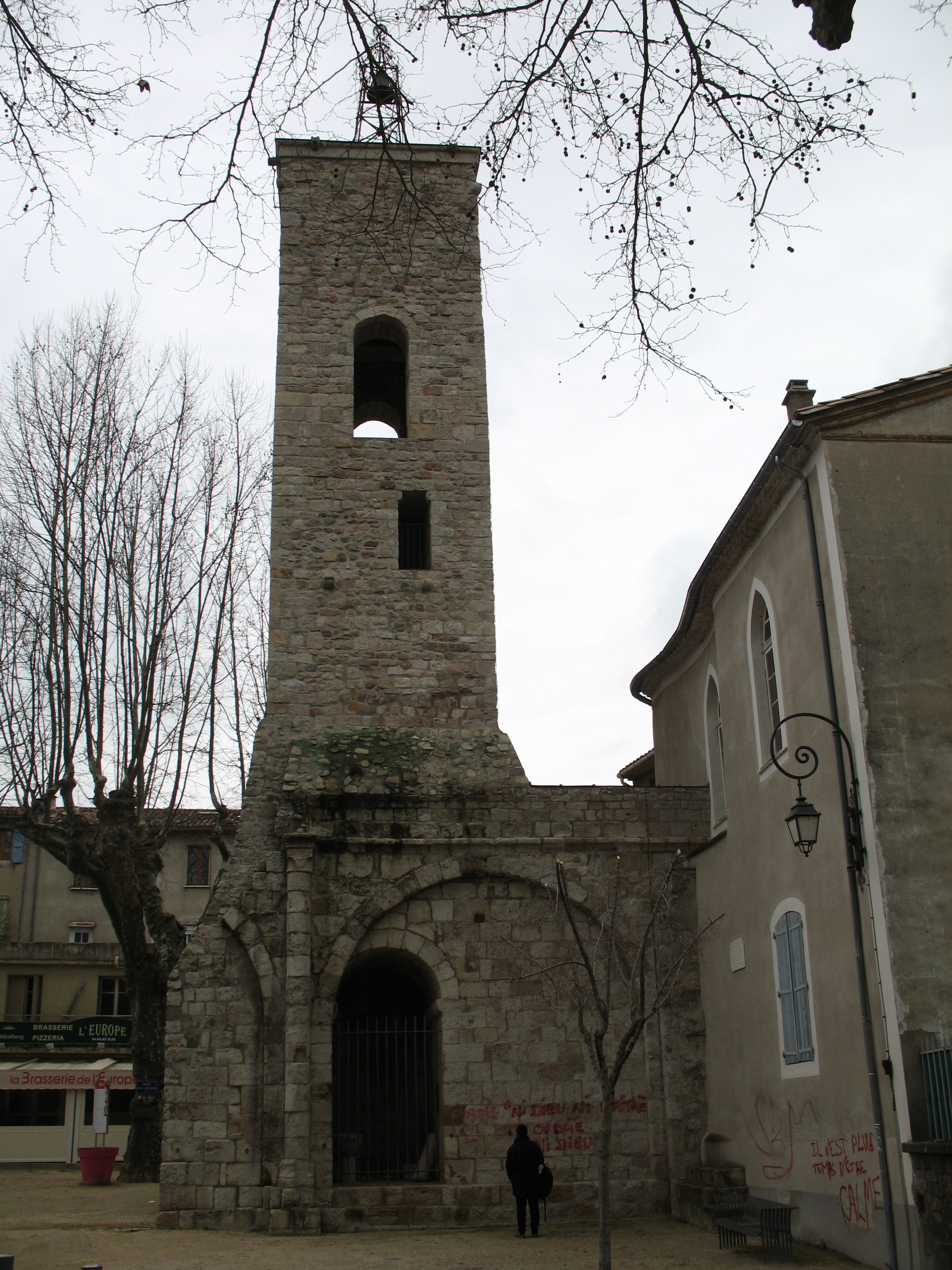
Vue sud de la tour.
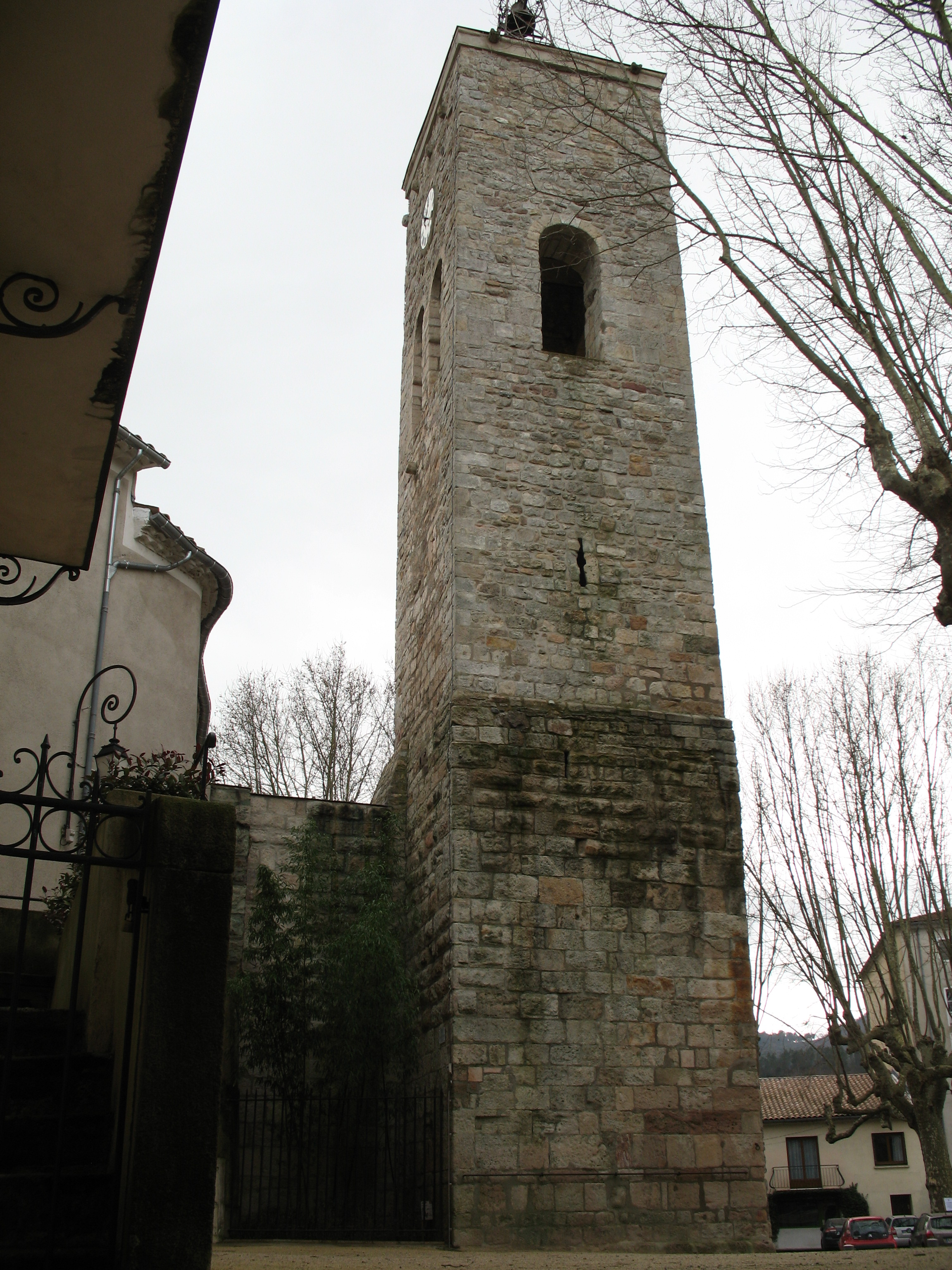
Vue nord de la tour.
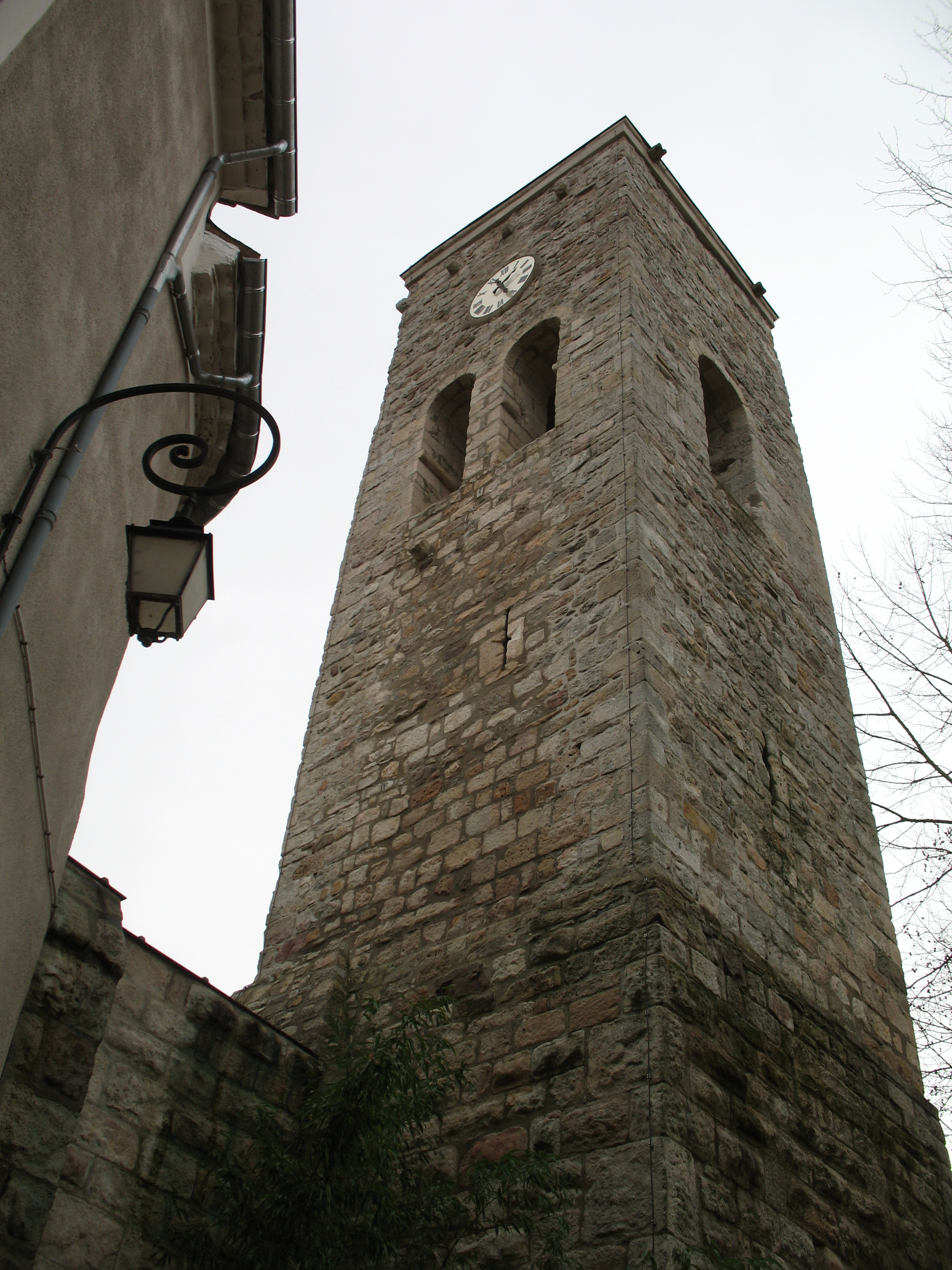
Vue nord-est de la tour.

- Monument aux morts  Inscrit MH (2018) : 
Cette statue a été érigée par souscription publique et inaugurée le 17 septembre 1922. Une citation de Victor Hugo est inscrite « Gloire à notre France éternelle Gloire à ceux qui sont morts pour elle ». Cette statue rend hommage aux militaires français morts pendant la 1re et 2e Guerre mondiale ainsi qu'aux morts de la guerre d'Indochine (1946-1954) et aux morts pour la France lors de la guerre d'Algérie et des combats de Tunisie et du Maroc (1952-1962). .
- La Filature Maison Rouge  Inscrit MH (2003), construite en 1838 pour le tissage de la soie, dotées de grandes baies en plein-cintre favorisant un éclairement maximal,  : 
Premier site français à être équipé du procédé Gensoul qui a permis l’industrialisation de la production du fil de soie, c'est également la dernière filature de soie française, fermée en 1964. Une relance de l'activité est tentée dans les années 1980, timide reprise sans succès. 
Aujourd'hui la Filature est classée au patrimoine ainsi que le parc avec la tour éolienne et le salon de thé.  
Le Musée des vallées cévenoles y est installé depuis 2017 : un musée qui présente la culture et les paysages des Cévennes. Entre autres, les vers à soie, les châtaignes et les pélardons y sont présentés sur près de 3 600 m2[69],[37]

La filature Maison Rouge
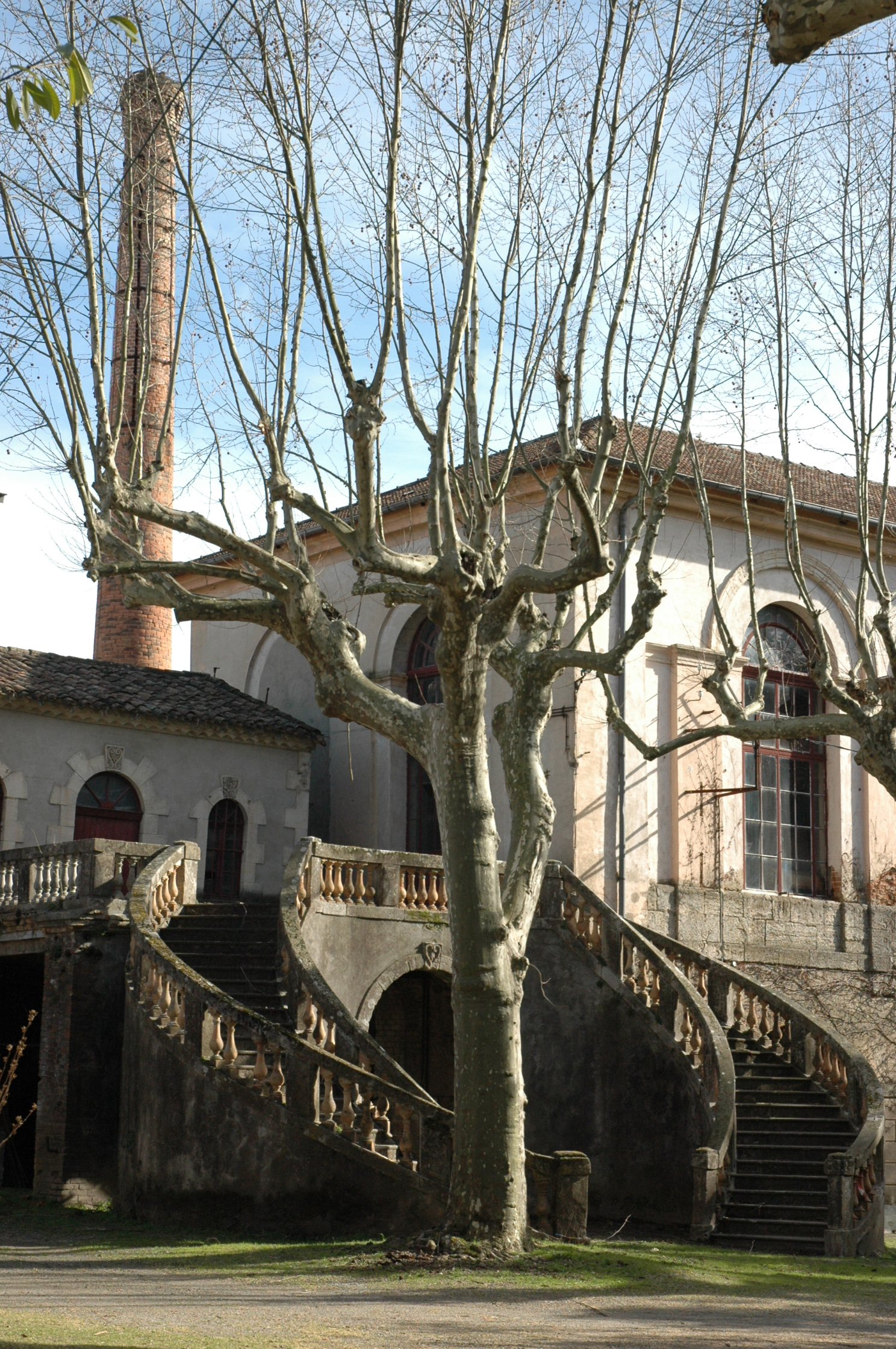
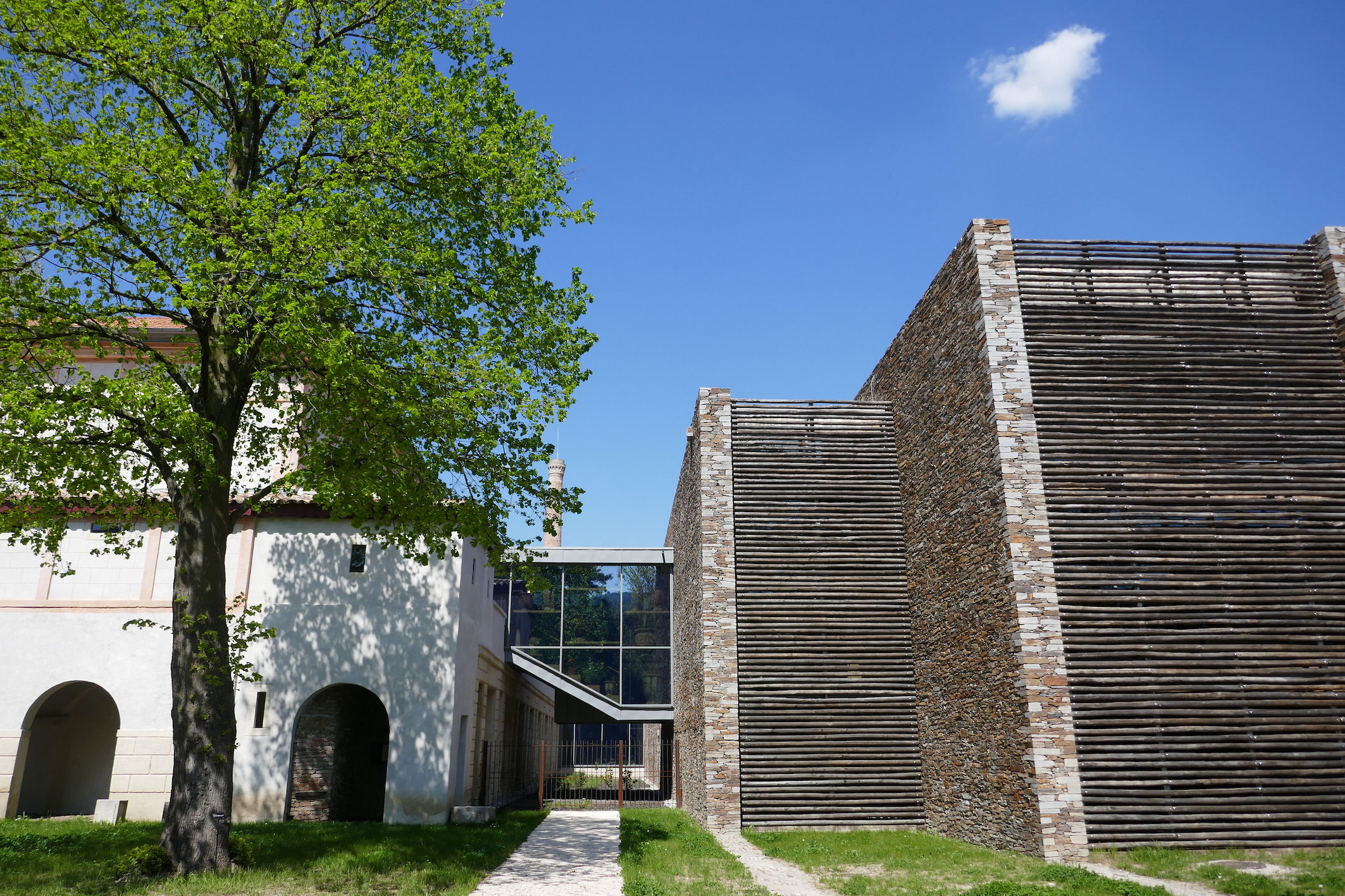
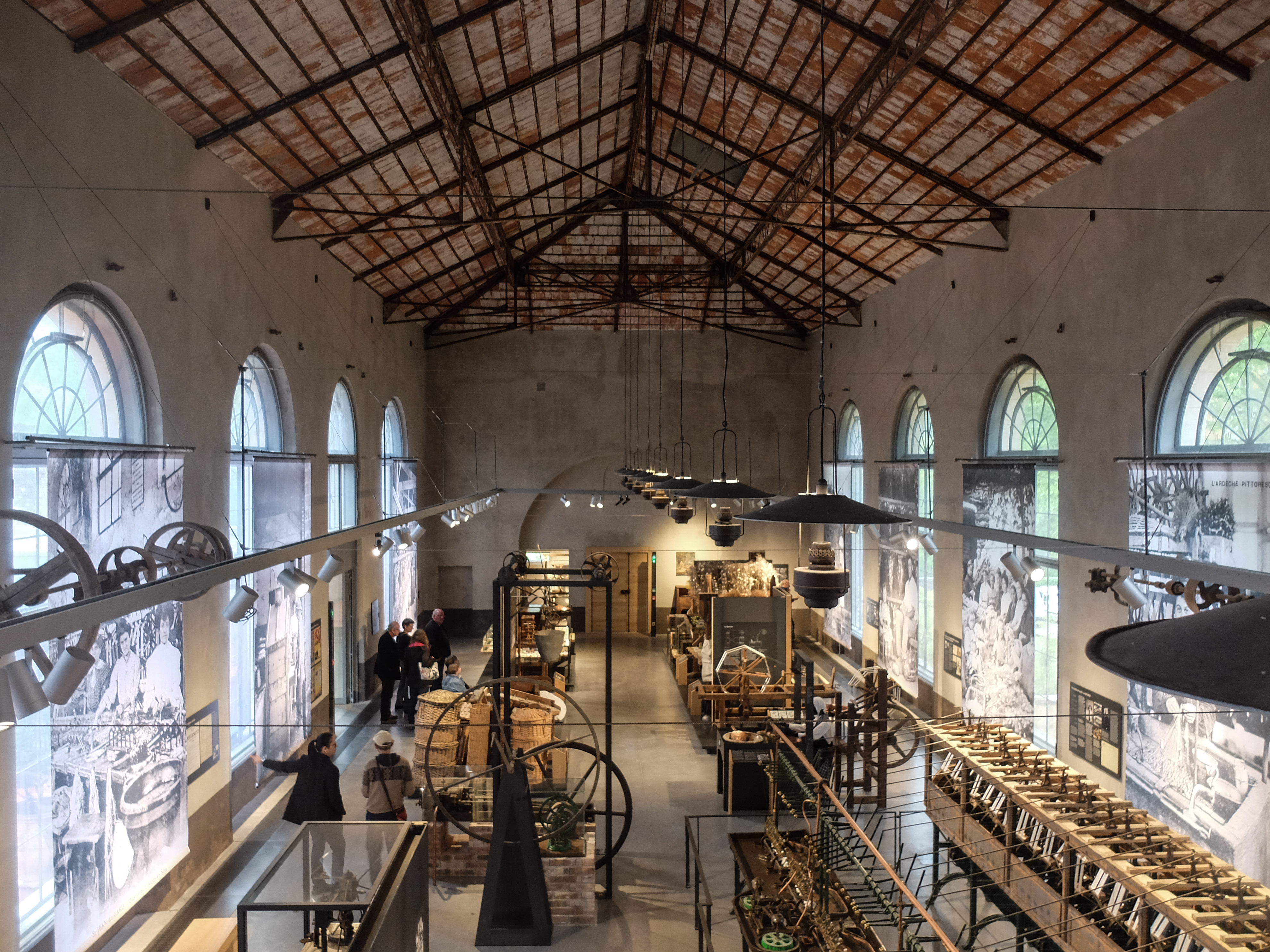
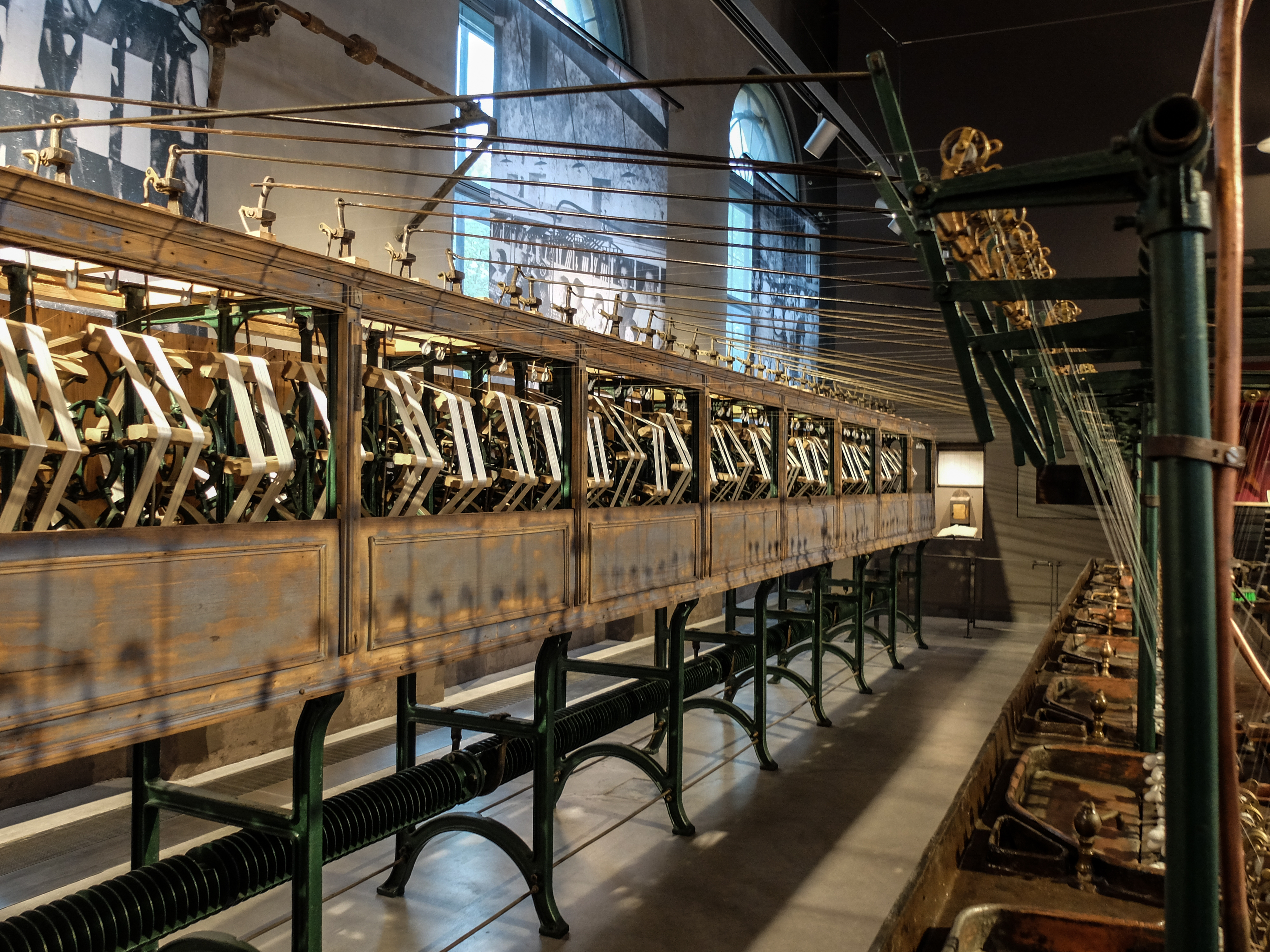

- L'église Saint-Jean-Baptiste de Saint-Jean-du-Gard construite au XVIIe siècle avec les pierres de l'ancien  temple protestant démoli sous l'ordre du Roi après la Révocation de l'édit de Nantes[37].
- Le nouveau temple protestant de Saint-Jean-du-Gard  Inscrit MH[36], construit sur les plans de l'architecte Renoux ,inauguré en 1827 à l'architecture néo-classique. 
Éléments remarquables : son orgue et la charpente en demi-lune supportant le plafond à la Française[37].
- Maison du chevalier d'Algues.

Le Temple protestant
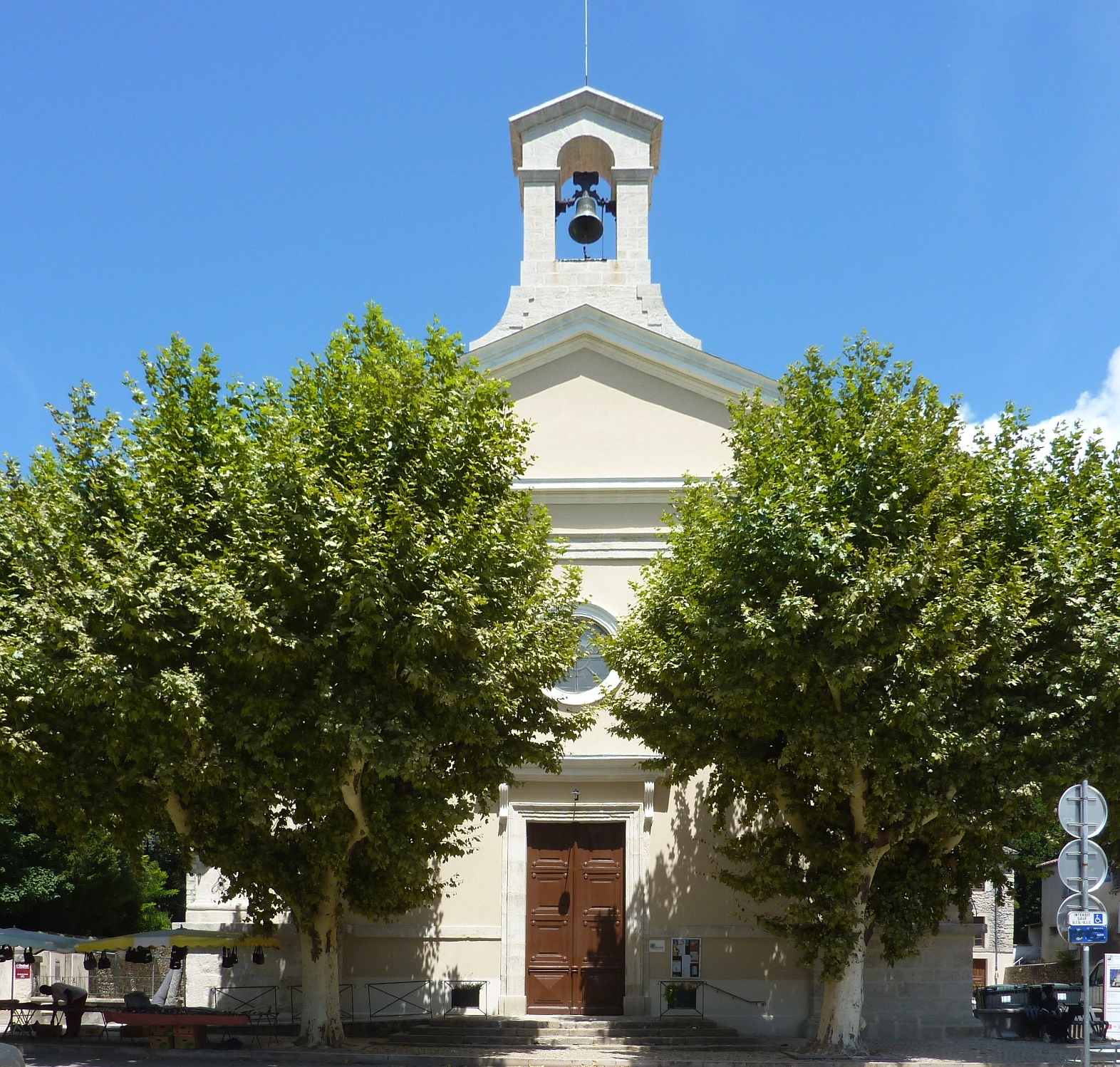
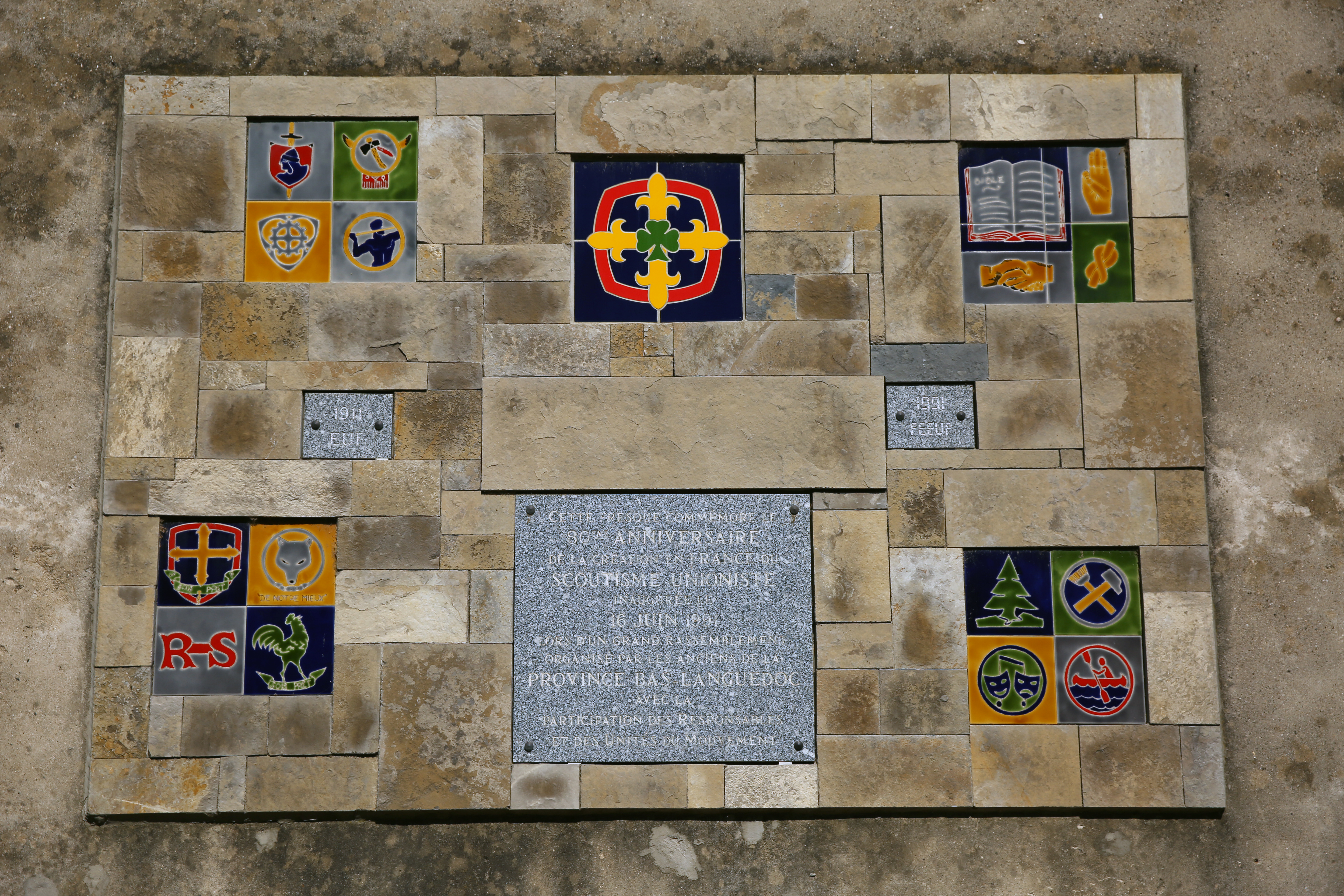
Plaque commémorative de la création du scoutisme unioniste sur la façade du Temple.

- L'hôtel de Ville : Faisant angle avec la Grand'Rue, c'est l'Hôtel de Ville de 1649, avec sur la porte d'entrée les armoiries de la ville surmontées de la devise : « Al sourel de la liberta » (« Au soleil de la liberté »)[37]..
- Château de Cabrières : XVIIe siècle, reconstruit au XVIIIe siècle ; orangerie XIXe siècle (hôtellerie).
- Château du Maylet.
- Château de Marcassargues : XVIe siècle, restauré : quadrilatère flanqué de 4 tours d'angle circulaires, cour intérieure, fenêtres à meneaux.
- Château de Sueilhes : d'origine XIIIe siècle : tour d'angle, échauguettes.
- Ruines du Calcadis, ancien poste de défense.
- Vestiges d'un oppidum sur la colline de Sueilhes. (un oppidum est la première forme de grande agglomération qui apparurent au IVe siècle av. J.-C. en Gaule).
- Fontaine de Stévenson, qui commémore l'arrivée de Robert Louis Stevenson à  Saint-Jean-du-Gard, le 2 octobre 1878 lors de sa traversée à pied des Cévennes[37].

- La Grande-Rue, axe principal du bourg où se trouvent de belles maisons aux portes anciennes qui témoignent de sa richesse liée à la filature de la soie[37].
- La Maison du Vicaire, à l’angle de la rue Pasteur et de la rue Traversière. La communauté catholique s'y est réunie après la destruction de l'église, de 1560 à 1685[37].

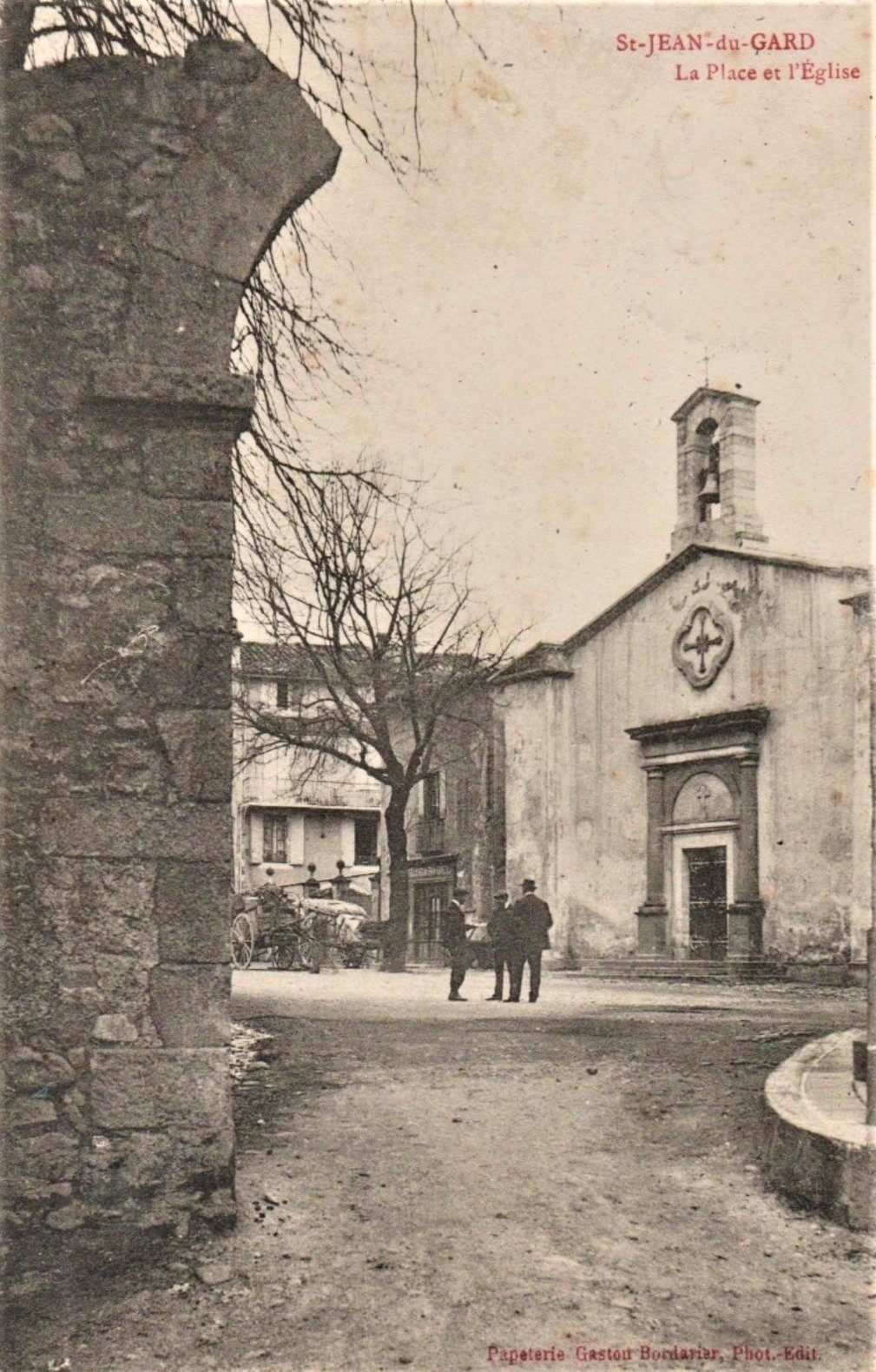
Église Saint-Jean-Baptiste
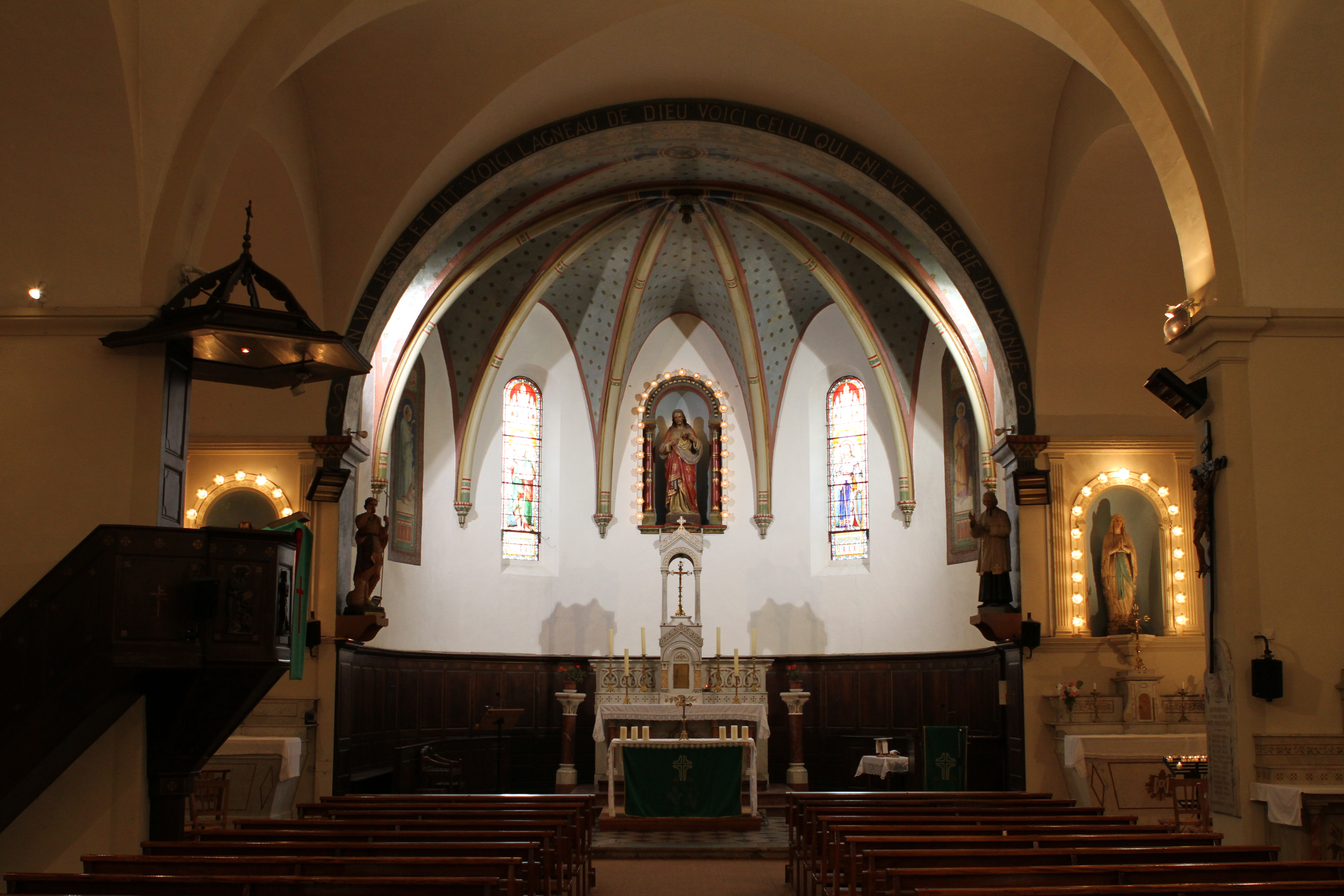
Église de Saint-Jean-du-Gard.
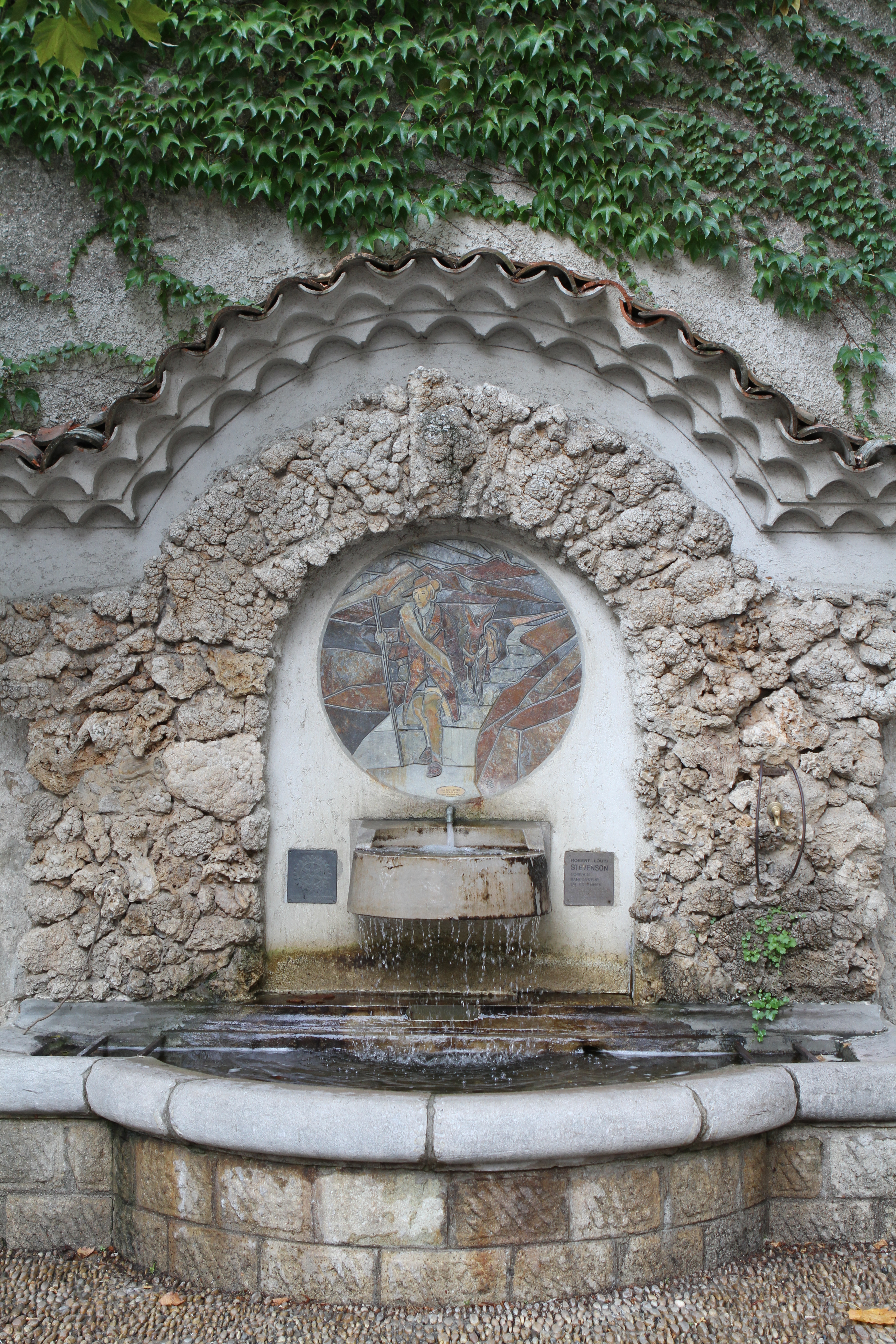
La Fontaine Robert Louis Stevenson
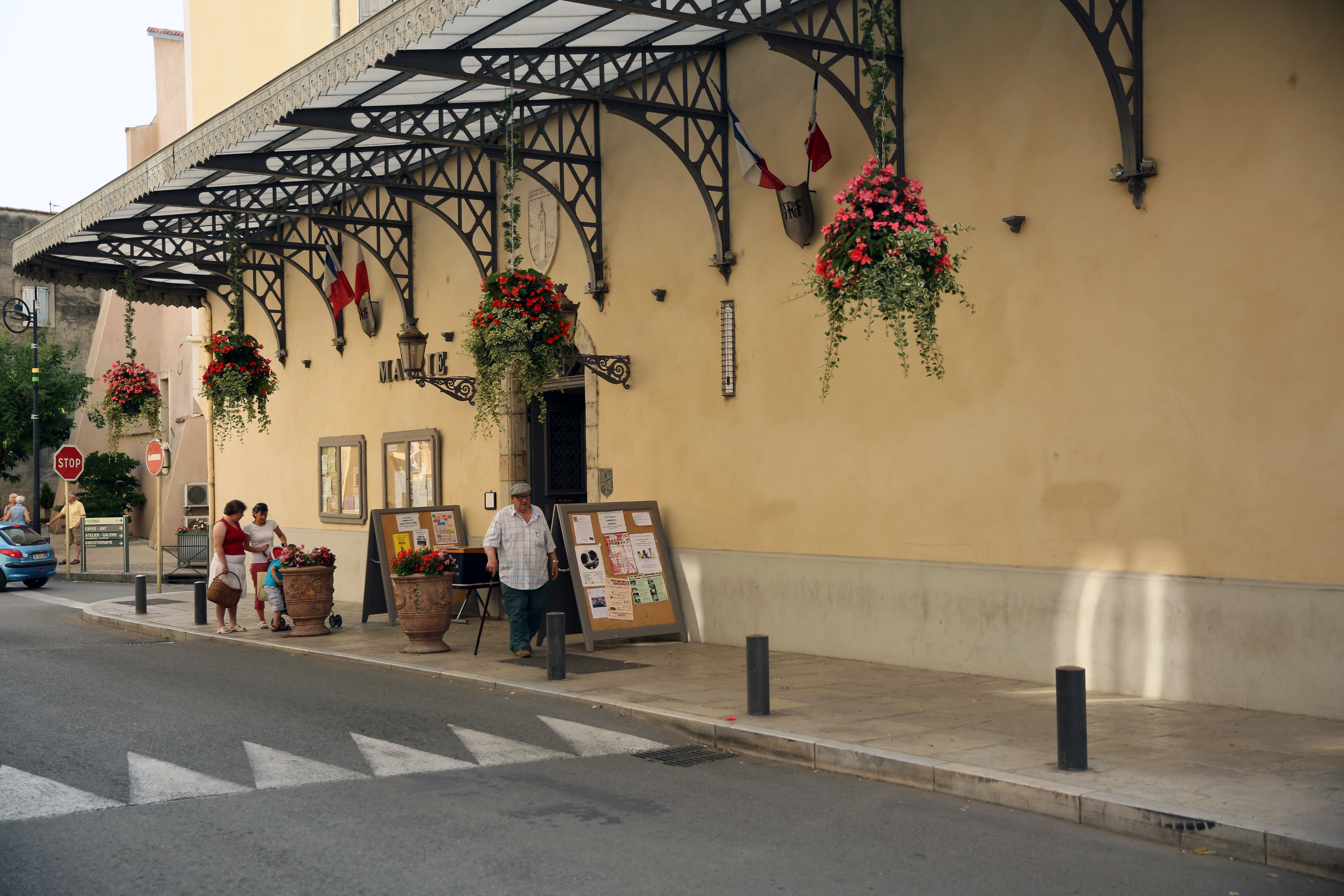
Façade de l’Hôtel de Ville

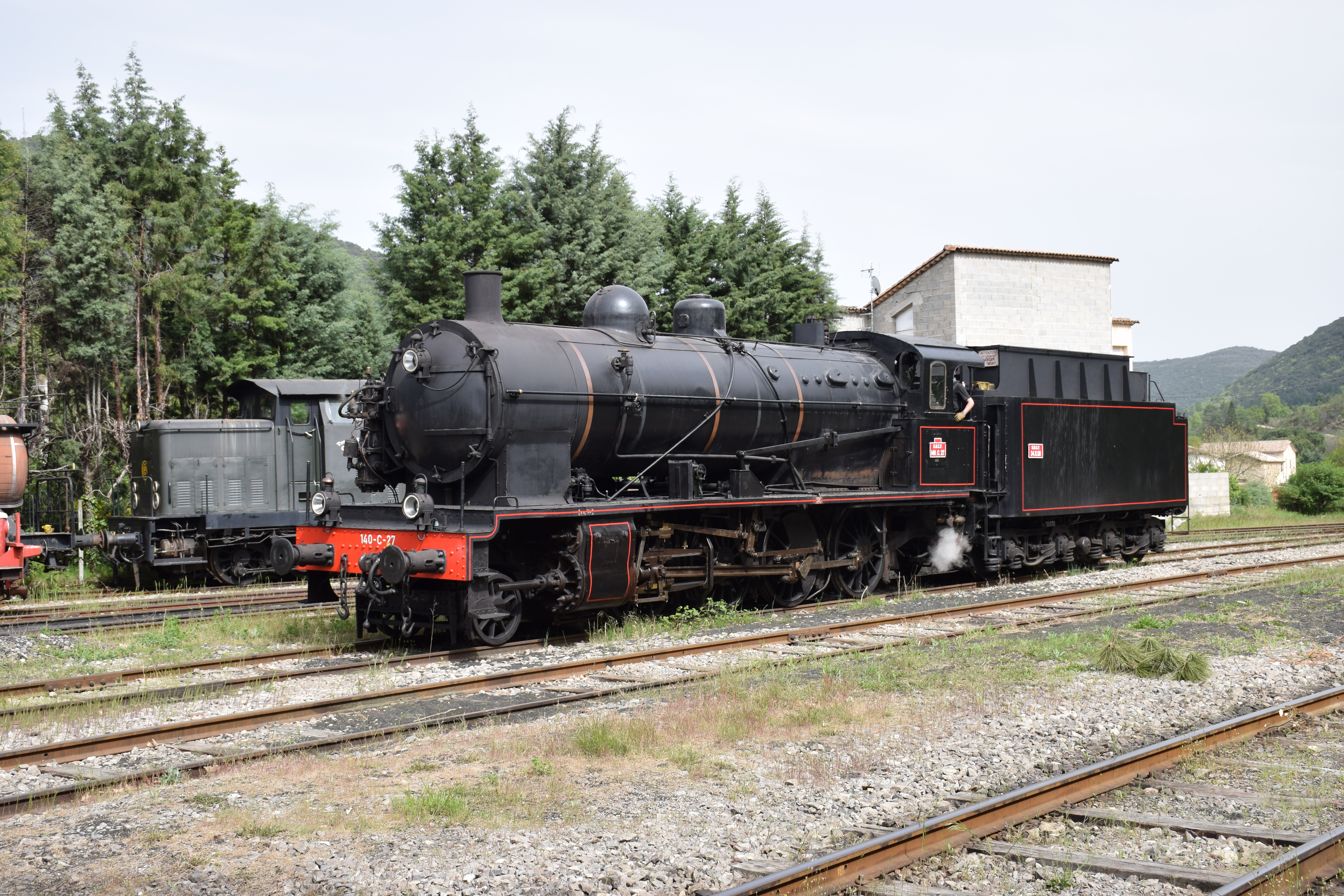
La locomotive à vapeur 140 C 27 du train touristique.

- Train à vapeur des Cévennes : il s'agît d'un train touristique exploité depuis 1986 qui transporte des voyageurs de Saint-Jean-du-Gard à Anduze en faisant une halte à la bambouseraie de Prafrance[43].
- Château de Saint-Jean-du-Gard : reconstruit au XVIe siècle, puis agrandi au XVIIe siècle, ce château a accueilli de nombreux seigneurs et ducs, tels que le maréchal de Thoiras[70].
- Le moulin des Olivettes : ce moulin à huile d'olive date de 1952, mais était initialement installé à Anduze. Abandonné après une période de gel en 1956, il a été remonté à Saint-Jean-du-Gard en 1985 par Henri Geoffray[71].
- Plus de 150 kilomètres de chemins de randonnées dont le chemin de Stevenson (GR70), ou l'ascension du col Saint-Pierre avec son magnifique panorama.

### Personnalités liées à la commune
- Le maréchal de Thoiras (1585-1636) (aussi orthographié Toiras), né à Saint-Jean, qui s'illustra sous Louis XIII, notamment dans le siège de La Rochelle et dans les combats contre les Anglais à l'Île de Ré. Sa gloire faisait de l'ombre au Cardinal de Richelieu, qui le déchut en 1633 de la dignité de maréchal de France qui lui avait été conférée en 1630.
- Abraham Mazel (1677-1710), prophète et combattant, est à la fois le premier et le dernier des camisards.
- Pierre Laporte (1680 - 1704), dit Rolland, un des plus célèbres des chefs Camisard.
- Jean Cavalier (1681 - 1704) est le plus célèbre des chefs et prophètes camisards français.
- Elie Lafont (1740 - 1810), général de brigade français durant les guerres de la Révolution et du Premier Empire sous Napoléon Bonaparte.
- Le 3 octobre 1878, l'écrivain écossais Robert Louis Stevenson acheva à Saint-Jean-du-Gard son périple de douze jours à travers les Cévennes ainsi qu'il le relate dans son Voyage avec un âne dans les Cévennes (1879).
- Jean Pelet, dit « Pelet de la Lozère », (1759 à Saint-Jean-du-Gard-1842 à Paris), homme politique, Président de la Convention nationale.
- Joseph Pelet de la Lozère (1785-1871), ministre de l'Instruction publique puis ministre des Finances sous la monarchie de Juillet), né à Saint-Jean.
- Louis-Nathaniel Rossel (1844-1871), ministre délégué à la Guerre de la Commune de Paris (1871) est issu d'une famille protestante républicaine de Saint-Jean-du-Gard et de Nîmes. Le chef de famille, Augustin Rossel, fut maire de cette commune à deux reprises dans la seconde moitié du XIXe siècle.
- Augustine Soubeiran, née en 1933 à Saint-Jean du Gard, directrice de pensionnat en Australie.
- Lionnel Astier, comédien, auteur et metteur en scène, est à l'origine de la pièce La Nuit des Camisards, jouée à Saint-Jean-du-Gard.
- Daniel Bourguet, pasteur, théologien, il vit actuellement non loin de Saint-Jean-du-Gard, ermite retiré dans une vie de prière et de silence. Il est l'ancien Prieur de la Fraternité des Veilleurs.
- Daniel Travier  né le 1er juillet 1947 à Saint-Jean-de-Gard, écrivain,  fondateur de Maison Rouge-Musée des vallées cévenoles.

### Héraldique
| Blason de Saint-Jean-du-Gard | Blason  | D'azur au soleil non figuré rayonnant d'or, levant sur le versant en barre du mont Brion de pourpre représenté au naturel ; au pont de cinq arches d'argent, maçonné de sable, brochant sur la montagne et posé sur une rivière du champ ; à la tour de l'horloge d'argent posée sur une terrasse du même, ajourée d'une baie géminée de sable et maçonnée du même, brochant sur le tout. Devise / Cri« Al Sourel de la Liberta », comprendre « au soleil de la liberté ». |
| Blason de Saint-Jean-du-Gard | Détails | Blasonnement fautif ou ambigu : Le Mont Brion de pourpre représenté au naturel n'est pas conforme. Le statut officiel du blason reste à déterminer. |

## Pour approfondir